# マルクス経済学への批判
マルクス経済学への批判（マルクスけいざいがくへのひはん、英: Criticism of Marxian economics）では、カール・マルクスの『資本論』等の著作から発展していったマルクス経済学（マルクス主義者による経済学）に対する批判である。経済学をはじめとして、政治学や哲学など様々な立場からのものがある。カール・マルクスの『資本論』への批判、マルクス経済学における労働価値説や剰余価値説、搾取理論への批判がある。労働価値説は、マルクス主義のなかで最も一般的に批判されている教義の1つである。このほか、ボリシェヴィキ・マルクス・レーニン主義によるロシア・ソビエト連邦社会主義共和国およびソビエト連邦における経済政策への批判、計画経済への批判、国家が生産手段を集約し、統制を行う集産主義体制への批判などがある。マルクス経済学者・マルクス主義者によるマルクス経済学への批判もなされており、転形問題や、利潤率の傾向的低下の法則、窮乏化法則などについて批判もある。

## 限界効用理論からの剰余価値理論批判
経済学者ウィックスティードは1884年の論考で、ジェヴォンズらが『政治経済学の理論』(1871)などで分析した限界効用理論で明らかになったように、商品価値は労働量に依存するものではなく、供給の限界における効用によって決まるとして、価値はそれを生産するのに必要な労働量によって決定されるとするマルクスの剰余価値理論を批判した。
マルクスは、2つの商品の交換には、商品の質的な違いという異質性 (Verschiedenheit) と、抽象的な労働がすべての商品に同等に存在しているという同等性 （Gleichheit） が必然的に存在するという、つまり、さまざまな労働の産物である商品は、労働によって特定の物理的特性を与えられ、これが有用性をもたらすが、これらの物理的特性を取り除くと、抽象的な労働がすべての商品に同等に存在している。これに対して、ウィックスティードは、交換される物品は、それが欲求を満たす仕方において互いに異なり、それが与える満足度において互いに類似し、異なる商品に同じ金額を支払うとしたら、同等の満足度・価値があることになる。したがって、商品の交換において重要なのは、商品を生産する労働よりも、実質的に価値と呼ばれる抽象的な効用であると反論する。ウィックスティードは、労働は確かに使用価値（特定の効用）と交換価値（抽象的効用）の源泉の一つであるが、交換価値の構成要素ではないとして、交換可能な商品が異なるもの（使用価値）から同一のもの（交換価値）に移行するとき、抽象的労働以外のその他の有用性を考察から除外したとしてマルクスを批判した。
ウィックスティードが下敷きにした限界効用理論では、交換価値は労働量ではなく、抽象的な有用性に常に直接的に依存していることが明らかにされた。1862年から1871年にかけて、消費財の数量が増加すれば、使用された最後の部分から得られる効用は減少するといった効用の法則を発見したジェヴォンズは、リカード、J.S.ミルらの労働価値説を誤った軌道であると批判し、生産に費やされた労働は、財の将来の価値に対して何の影響も持たず、価値は効用（最終効用度）のみに依存する。効用は、財の増減によって変わるが、供給を得るために投ずる労働によって増減されるとした。ジェヴォンズは、「商品が完全に同質である場合、どの部分も同等の部分と差別はなく、したがって、同じ市場で同時に、すべての部分が同じ比率で交換されなければならない」という無差別の法則(the law of indifference)と、「商品の価値は緊急性の低い欲求や必要性を満たすと、有用性が低くなる」という効用変動の法則の複合効果によって、商品の最後の抽象的な効用が、商品全体の交換比率を決定するとし、交換価値は、効用の等価性の発現であり、全体の交換価値を決定するのは、供給限界における需要であるとした。マルクスはジェヴォンズに応じるため、1870年代に微積分学を学び直しているが、ジェヴォンズへの反論は形にならなかった。
マルクスの剰余価値理論では、価値はそれを生産するのに必要な労働量によって決まり、これは資本主義的生産の内在法則であり、剰余価値の抽出が不可能になった場合、資本家は生産に従事する動機を失うとされた。しかし、ウィックスティードによれば、商品価値は労働量に依存するものではなく、供給の限界における効用によって決まるのであり、これは労働力の外にある。労働力の価値や商品の価値を、それぞれ具現化されている労働量の比率に一致させるような経済法則は存在しない。結局、マルクスは、労働力をその価値で購入する人間が、その消費において剰余価値を引き出すような、資本主義的生産の内在的法則を示せなかったとウィックスティードは評した。
なお、ソビエト連邦共産党の理論家ブハーリンは、1870年代の限界革命の動機を反マルクス主義のプロパガンダであるとするが、資本論初版（1867)の英訳は1887年に刊行され、1880年代までは一般的な議論とはなっていなかったし、限界効用学説がマルクス主義への挑戦として登場したとはいえない。
1884年には自由主義経済学者ルロワ・ボーリューが『集産主義－新しい社会主義の批判的検討』を発表した。
貧困の解決を課題としたイギリスの経済学者アルフレッド・マーシャルも『経済学原理』(1890年)などで労働価値説とマルクスの価値理論を批判し、「工場での糸の紡績が労働者による労働の産物であるというのは正確ではない。それは労働者の産物であるだけでなく、雇用主、管理者、など資本家の産物でもある」として、資本家はビジネスへの投資を通じて工場の仕事を生み出すとともに生産性に貢献すると指摘し、また、価格や価値は供給だけでなく、消費者の需要によっても決定されるとして需要と供給を分析した。
V.K.ドミトリエフは1898年の著作で、ミハイル・トゥガン＝バラノフスキーは1905年の『マルクス主義の理論的基礎』で、ラディスラウス・フォン・ボルトキエヴィチは1906-07年の著作でマルクスの労働価値説や利潤率低下の法則は矛盾していると批判した。マルクスの理論的前提が過誤であれば、剰余価値や、労働者の搾取が利潤の唯一の源泉であるという主張は疑問視されることになる。
限界効用学説、ベーム=バヴェルクらのオーストリア学派、ジョン・ヒックス、ライオネル・ロビンズらは、財の希少性や効用を重視し、価値論は扱わないようになり、これが20世紀経済学の主流となった。
マルクス自身は、自分の経済学が正統的な経済学（新古典派・主流派)に属するとみなしており、社会主義者によるリカード批判なども拒否していたが、20世紀初頭には、マルクス経済学は経済学においては非正統的となり、労働運動のなかで影響力を持った。
マルクス経済学はかたくなに労働価値説を墨守し、ヒルファディングの『金融資本論』(1910）やレーニンの『帝国主義論』(1917)など、独自の経済学体系を展開させていった。ローザ・ルクセンブルク『資本蓄積論』(1913)などの業績もある。

## オーストリア学派(1) メンガー、ベーム＝バヴェルク

### メンガー
オーストリア学派のカール・メンガーは 『国民経済学原理』(1871年)などで、労働価値説およびアダム・スミスからマルクスにいたる古典派経済学を客観主義として批判し、人間は創造的で主体的な行為者であり、主観的価値が重要であるとする主観主義経済理論を論じた。古典派経済学は、階級・集計量・物理的生産要素などが客観的実在として存在することに固執したが、人間の欲求を直截的に満たす「第一次元の財」は消費財であり、それは行為者が求める窮極的な目的であり、人々はそれぞれの主観的価値を持つ目的をかなえるために、またそれに動機づけられて経済行為をおこなっていくとメンガーは主張し、経済行為者の主観的視点と経済行為のプロセスを経済学の研究対象とした。メンガーは、価値とは、目的に対する行為者の主観評価であり、効用とは、手段に対する行為者の主観評価であるとする。

#### ベーム＝バヴェルク
マルクスは、資本家階級を革命により没落させようと主張しているが、資本家はリスク管理や市場調査などの重要な社会的分業を担っているのであり、その役割を不当に過小評価している。オーストリア学派の経済学者オイゲン・フォン・ベーム＝バヴェルクらは、資本財と資本は異なるとしたうえで、資本とは、資本財の市場価値であり、自由市場で資本財を売買する行為者による価値づけであり主観的な評価であるとし、資本は経済計算を行う際の抽象概念、または道具にすぎないとする。また、環境変化や、行為者の考えの変更などによって、それまでに生産された資本財は無価値になることもあるし、転換のコストもかかることもある。もし市場価値が存在せず、財の資本価値が推定できなければ、資本財を使って作られる商品の価値が生産コストを上回るかどうかを計算し、予測することができなくなるのであり、したがって、自由市場や市場価格を否定する社会主義経済では、資本財について語ることができても、資本については語ることができず、こうして、社会主義におけるような国家の経済介入は、資本財の分野における起業家の発揮を阻害し、異なる時点間の体系的な調整の失敗がもたらされる。起業家精神の自由な発揮、また資本財や通貨の自由市場なしには、異なる段階での経済計算は不可能になり、社会混乱によって調和的な発展は阻害される。ベーム＝バヴェルクは『資本利子理論の歴史と批判』（1884年）で、マルクスの搾取理論や剰余価値理論を次のように批判した。
1. すべての経済財が労働によって生産されるわけではない。天然資源は希少であり、人間的目標にとって有益な経済財だが、労働を含まない。また、同じ労働量による商品でも、生産に必要な時間が異なれば、市場価値はまったく違うものになる[21]。
2. 財の価値は主観的であり、大量の労働を必要とする商品がわずかな価値しか持たないことがある。それが何の目的にも役立たないことがわかれば、市場価値を持たない[21]。
3. 労働が商品価値を決定するとされるが、その労働は、労働の再生産や、生産性維持のために必要な商品価値によって決定される。これは循環論法であり、価値の究極的な決定要因は、決して特定できない[21]。
4. マルクスの搾取理論は、時間選好の法則に気づいていない[21]。搾取理論においては、他の条件が同じなら、現在財は将来財よりも価値が高いと前提し、労働者は実際に生産する以上のものを受け取るべきだと期待する。また、長時間の労働の後で完成する商品価値の全部について、働き始める時点で前払いされるべきだと主張する。しかし、労働者が受け取る価値が実際の生産者をはるかに超えてしまうことをも要求しており、公平ではない[21]。すべての生産過程には時間がかかり、目的達成以前に数多くの生産段階を経るが、そこでは、異質で多様な資本財が使用される[21]。これらの資本財は、起業家の経済活動、意志決定の結果によって形成されてきたもので、自動的に自己再生産されるものではなく、もし起業家の経済活動がなければ、現存する資本財は消費により消滅することになる[21]。

根岸隆によるベーム=バベルクのマルクス批判の解説では、次のようになる。考察を簡易にするために、いま不変資本（原材料費）をないものとする。マルクス主義では、商品の労働価値と可変資本の労働価値（投入された労働力商品の価値）の差が搾取されるというが、二つの価値には生産期間だけの時間の差があり、両者は単純には比較できない。商品や労働の時間を通じての移動は不可能であるし、またはいちじるしく不完全である。こうして、ベーム=バベルクは、交換される商品の労働価値が等しいというマルクスは、商品や労働の完全な移動を前提としており、マルクスが行った時点の異なる二つの価値の比較には問題があるとする。

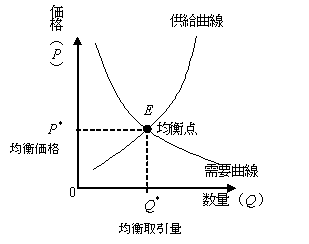
ベーム＝バヴェルクがいう供給と需要の交差とは、競争市場においては財の市場価格が需要と供給によって決定されることを指している。図：需要曲線と供給曲線

ベーム＝バヴェルクは1896年にも『マルクス体系の終結』を発表し、批判した。ベーム＝バヴェルク価値の価格への転形問題についても以下のように批判した。マルクスは、価値の価格への転形は異なる産業にまたがり平均利潤率の創出を経て、競争によって起こるとしたが、この競争とは、市場における供給と需要の交差のことであり、そうであれば、価格と価値は、労働時間によってではなく、消費者の嗜好の市場での相互作用によって決定されると批判した。これはマルクスだけでなく、スミス、リカード、ミルの労働価値説にも同様にあてはまる。
オーストリア学派のルートヴィヒ・フォン・ミーゼスは、メンガーやベーム＝バヴェルクらが経済学での価値理論において、価値の源泉を労働から、個人の主観的な価値評価へ移行したことは、マルクスの経済理論の結論を覆すことになるという。

## ローザンヌ学派：ワルラス、パレート
ローザンヌ学派の経済学者レオン・ワルラスも1896年の著書で、マルクス主義的な集産主義は「その基礎の欠陥のためにつまずく実践的な不可能性」を持っているとし、マルクス経済学の労働価値説を希少性価値説から批判した。ワルラスによれば、マルクスは労働にのみ価値を認め、土地用役の価値を認めないため、土地用役を必要とする生産物が需給不一致する場合は生産を停止するしか方法がなく、効用面で大きな犠牲を払う。また、ワルラスによれば、マルクスは国家を唯一の企業者とみなすが、その生産計画において消費者の需要を知る必要があるのに、消費者の必要性は絶えず変化するため、消費者から国家に伝えることができない。他方市場では価格変動に任せられる。マルクスは正義の実現のために経済的有利性を犠牲にしていると、ワルラスは批判した。ワルラスは、資本家と企業者、両者の受け取る利子と利潤も区別するべきだが、「資本家兼企業者による搾取を排除するために、マルクス主義はすべての企業を国家の手にゆだねる」と批判した。ただし、ワルラスも企業者が異常な利潤を手中におさめないように、国家が役割を担うべきだと考えていた。
ワルラスの一般均衡理論の後継者であるヴィルフレド・パレートは『社会主義体系』(1903)などで、限界効用理論ではなく、一般均衡分析に基づいてマルクスを批判した。パレートは、経済現象においての経済主体の主観的要素を重視し、マルクスが単に客観的と考えている関係は、主観的なものであるのだが、マルクスのこうした捉え方は、主要な欠陥の一つであると指摘する。パレートによれば、マルクスは商品価値を労働量によって計測するが、それぞれの異なる個別労働を相互に比較するためには単一の共通の単位に還元しなくてはならない。しかし、そうした還元は不可能であり、同一の商品を生産する二つの労働の比較も、二種の商品を生産する労働の比較も、市場価値を媒介することなしに、労働間の同等性は確定しえない（この点は、バヴェルク、ワルラスも共有している)。また、マルクスは「具体的労働はその反対物、抽象的人間労働の表現形態となる」と述べたが、パレートは、具体的労働からはなれた抽象的な労働の存在を認めない。パレートは、マルクスは、リカードらの労働価値説から引き出されたものを表現しているにすぎないと述べている。

また、パレートによれば、社会主義政府が生産を編成するならば、生産係数は企業者間の自由競争の下で定まる生産係数と同一となる。そうした生産編成を充す資源配分のためには価格システムが必要だが、その価格システムは資本の領有と自由競争の下で定まる価格と同一のものとなる。しかし、こうした価格体系は、中央集権的に、代数的方法を用いた価格計算によっては実現できず、市場的方法に頼らざるをえない。社会主義社会では資本家階級が消滅するが、資本家が領有していた単純資本は消滅せずに存続し、企業を運営していた資本家に代わって、官僚が経営を担うことになる。このように、生産組織においては、社会主義経済も資本主義経済も実質的に異なるところがない。また、所得の分配の不平等性は、経済システムよりも、人間の性質により多く依存しているとパレートは指摘する。

## スウェーデン学派
スウェーデン学派のクヌート・ヴィクセルによれば、ロートベルトウスやマルクスら社会主義者たちによって、価値理論は、「現存の秩序を攻撃する恐ろしい武器」となり、「他のすべての社会批判をほとんど無用の長物にしてしまった」。マルクスらは、労働を価値の源泉、「価値の唯一の創造者」であるとみなし、労働以外の他の生産要素は寄生虫のようなもので、生産要素が受け取る報酬は、労働の犠牲のもとに略奪されたものであるとみなし、他方でケアリー、バスティアら調和派は、現存の社会秩序を弁護するための武器として労働価値説を用いた。これについてヴィクセルは、「このような議論の不条理さは明白である」と批判する。ヴィクセルは、「社会主義者たちは、カール・マルクスの価値理論のなかに、調和派の経済学者たちの提供したものと同じくらいりっぱな理論的根拠が常備されていると信じていた。そして両学派共、自分たちが、古典主義の旗じるしのもとに、大小ほぼ同じく らい正当な論障を張っていると考えた。 だから、新しくてかつ論拠の強化された交換価値理論を樹立することは、単に抽象理論的に重要な課題であったのみならず、著しく実践的かつ社会的利害に関係する課題でもあったわけである。」と述べ、労働価値説にかわる交換価値理論（限界効用理論）の重要性を説いた。
スウェーデン学派のグスタフ・カッセルは、『利子の本質と必要性』(1903)『社会経済の理論』(1918)『経済学の根本思想』(1925)『経済学における質的思考』(1935)などで、価値論でなく価格論で十分であり、与えられた価格の下で消費者の行動を分析すればよいという価値説無用論を提唱した。カッセルによれば、物の価値は二つの物の間の交換割合のことであり、物と物との関係においてのみ成立するのであって、絶対的価値なるものは存在しない。したがって、商品の価値は他の商品との交換関係において成立する。われわれが言い得るのは、一定の瞬間において、AよりもBを選ぶという単純な事実であり、これが価値関係のすべてを解決する。価値論では、人の選択の動機に絶対的価値の比較をみるが、そのような絶対的価値を共通単位によって比較することは不可能であり、したがって、価値論は自己欺瞞である。感情の強度によって比較しようとしても、こうした感情の強度を測定する方法もないし、各人の感情には相対性があるゆえに、物自体における絶対的価値を想定することは棄却しなければならない。価値は、価格という算術的数字によって代表され、従ってすべての財は貨幣という計算尺度によって測定されるのであり、価値論は価格構成理論にとって不必要となる。経済学の対象は貨幣形態における交換経済現象であり、価値論ではなく、価格理論によってより一層説明される。カッセルは、生産資源や財やサービスの利用可能量は人間の欲望をみたすには不足しており、この希少性にこそ、経済的価値は依存しており、分配と排除と選択の問題もここから生じると主張した(希少性の原理)。
また、カッセルは1934年の論文「保護主義から計画経済へ、そして独裁へ」において、ソ連を念頭にして、計画経済はつねに独裁政治へといたる傾向があると批判した。代議員による機関は、利益集団同士の闘争に巻き込まれることなく、経済的な指導力を発揮して多角的な役割を果たすことはできないことは経験が示すところであるし、議会制度は、議会の役割を賢明かつ慎重に制約することによってのみ守ることができる。経済的独裁は、人々が信じているよりもずっと危険である。いったん権威主義的統制が実施されてしまったら、その統制を経済領域だけに限定できるとは限らないと警告した。
ドイツの経済学者フリードリヒ・フォン・ゴットル＝オットリリエンフェルトは1925年に、経済学で通常、価値と呼ばれているものの背後に、経済行為の客体にむすびついた経済的次元があるとして、価値論の束縛から離れるべきだと論じた。

## オーストリア学派(2) ミーゼス、シュンペーター、ハイエク

### ミーゼス
オーストリア学派のルートヴィヒ・フォン・ミーゼスは、『社会主義における経済計算』(1920)『社会主義研究』(1922)『介入主義の批判』(1929)など1920年代から社会主義の研究書を刊行し、自由主義に基づいて、社会主義国家による介入主義を批判していった。ミーゼスは経済計算論争でも重要な役割を担った。ミーゼスによれば、生産手段を公有財産として、社会経済を統御することが可能だという幻想は、新古典派の価値理論に起源があり、新古典派は均衡状態モデルに至るために必要な情報のすべてが利用可能だと考える。しかし、国家による干渉主義が実行される社会主義体制は、自由な人間の行為に反する暴力的強制に基づいており、そこでは行為者の内心から社会を協調させるために必要な情報が生まれることが阻害される。多様な選択肢を取りうる行為者は、生じる結果の価値を判断する経済計算を行うが、そのためには行為者が情報にアクセスできる必要がある。社会主義のような強制や妨害に基づくシステムでは、自発的交換や通貨の自由な使用が不可能になる。市場の自由、自由な市場価格と通貨、情報の自由な交換が存在しなければ、合理的な経済計算は不可能になる。政府は必要なすべての情報を得ることはできないため、強制的な命令によって社会を組織化するこはできないのだが、それができると想定することこそが社会主義の知的誤謬であり、また、均衡状態では経済計算をする必要がないため（その場合は仮定においてすでに実現されてしまっている）、社会主義において経済計算は不可能となるとミーゼスはいう。ミーゼスは『ヒューマンアクション』(1949年)で、人間の起業家精神の能力によって、目的と手段についての新しい情報が常に生成され追及されるのであり、起業家精神は、強制的な干渉さえなければ、市場において恒常的かつ自生的に生み出され、協調も生み出されると主張した。また、定常性の仮定に基づいた科学主義（科学的社会主義を含む）は、物理学に由来するが、経済学には適用できず、自然科学的な予測も経済学では不可能であるとし、人間は未来の出来事についての不確実性に直面しているが、知識と経験の蓄積によって、それを完全に消去はできないまでも、最小化することはできる。この意味で、すべての人間が起業家であり、その内面に起業家的な能力を宿しているとミーゼスはいう。ミーゼスの社会主義批判と経済的自由主義についてロバート・H・ハイルブローナーは「ミーゼスは正しかった。社会主義は今世紀の大いなる悲劇だった」と評価しており、ブルースとラスキも、社会主義はミーゼスらオーストリア学派の挑戦を受け止めることはできなかったという。ロビンズは計算論争に関するミーゼスの洞察の正当性は、その後のソ連の歴史において十分に立証されたと評する。

### シュンペーター
オーストリア学派出身で独自の経済理論を発展させ、また、社会民主党左派のオットー・バウアーらから請われてオーストリア共和国財務大臣に就任したこともあったヨーゼフ・シュンペーターは、マルクスについて好意的評価も交えながら批判的評価を加えた。ただし、ロシア革命後ソビエト連邦を建国したボリシェヴィキは完全な詐欺だとして憎悪した。
シュンペーターは論文「企業家の機能と労働者の利益」(1927)で、19世紀イギリスの工業化において富が増加しても所得分配はほとんど一定だったがゆえに、工業化が大衆に貧困をもたらすという主張は誤りだと論じた。企業家が新しい不確実な企画に時間と努力とお金を注ぐのは成功の追求とそれがもたらすプレミアムのためであり、新しい仕事の創出を通じて社会全体にも利益を生み出すためには、企業家が収益を得ることが必要不可欠であり、企業家と労働者の長期的な利益はほぼ一致するとシュンペーターは主張する。また、新しい会社がほとんど常に、ビジョンとそれを現実化する不屈の精神をもつ、「普通の」労働者によって始められていることはデータで証明されている。成功をおさめた企業家の子孫も家族企業が革新を持続しなければその地位を維持できないし、資本主義国家において富裕層の大部分は世襲貴族とはことなり、世代ごとに浮き沈みを繰り返す。労働者と企業家は出自が同じであるが、企業家による労働計画案や管理などの業務について意見の不一致が生じると、企業家は労働者の利益のために行動していないという見方をうみだす。この見方では、社会全体にとってあたらしい雇用をもたらす長期的利益でなく、個々人にとっての短期的なマイナス面に関心が集中しており、日和見主義的な政治家や急進的知識人は短期的コストを強調するとシュンペーターは論じた。
同時期の論文「我が国の社会構造における傾向」(1928年)では、階級構造はマルクス理論ほど単純ではなく、労働と資本の間に明確な分裂はなく、本当の分裂は大企業と中規模工場の所有者との格差であり、また両者ともにその社会的地位は他の階級よりも不安定であるとシュンペーターはいう。経済は能力主義の領域に入っており、世襲階級にとっては敵対的なものとなっている。労働者の概念においてもマルクス主義の見方は不適切であり、労働者対資本家の対立というよりも、さまざまなカテゴリーの労働者相互間での闘争になっているとシュンペーターは指摘する。今日の労働者は資本主義経済にとって最大のステークホルダーであり、新しい高賃金システムでは、非熟練労働者でもブルジョワ生活を送ることができるのであり、労働者が資本家の単なる道具であり搾取されたプロレタリアであるというのは不正確であるし、企業家がかつては労働者やその息子であったことを忘れてはならないとシュンペーターは批判する。
同時期の論文「民族的に同質な環境下における社会階級」では、マルクス主義は富裕層はますます富み、貧困層はますます貧すると主張するが、19世紀半ばにリードしていた富裕層は三世代後にはもはやトップではなかった。マルクス主義の見方は、理論だけを重視すると単純な事実が目に入らず、主張がグロテスクに歪んでしまうという典型例であるとシュンペーターは批判する。資本主義の絶え間ない発展と競争的革新がそのような状況を形成しているのであり、マルクスはその発展をわかっていたが、その意味を把握していなかったとシュンペーターは指摘する。単に利潤を企業に再投資するだけでは十分ではなく、進路を示し、ビジネスに精魂傾けることをせずに産業界における地位を維持し続けた企業はない。新しい生産手段の導入、新しい市場の出現、新しいビジネスは、すべてリスク、試行錯誤、抵抗の克服を伴うし、新規参入者は新鮮なアイデアを持ち込み、高い利益をあげて、既存の会社を廃業に追い込む。しかし成功者は一度成功すると継続的な革新を嫌うようになる。既存資源の単なる管理は、常に地位低下の特徴である。企業家には並外れたエネルギーが必要で、その中で最良の者だけが高い活動を維持できるのであり、高貴な出自というだけでは企業家の能力は賦与されない。したがって、現代の階級の地位が固定しているというのは幻想であり、階級の障壁はトップだけでなくボトムでも克服可能である。
『資本主義、社会主義、民主主義』(1942)でもマルクスについて様々な論点から批判を加えた。マルクスは資本主義を動態的にみて、産業変化の過程を明確に理解し認識できたが、社会学者としてのマルクスは、社会階級を資本家とプロレタリアートの二つしかしないと主張した。しかし、シュンペーターは、これはあまりに単純で間違っており、労働者は全員が同じではなく、近代社会にあっては知性とエネルギーがあれば、企業家になることも、資本家になることも可能だと批判した。資本主義が成熟すると労働者の市場占有率が低下し、労働者の窮状が高まり、反乱を起こして、収奪者を収奪し、万人の利益になる体制をもたらすとマルクスは主張した。しかし、歴史的事実としては、総所得に占める労働者の市場占有率は、工業化のなかで横ばい、あるいは上昇したのであり、絶対水準としての労働者所得は激増し、生活水準も向上した。これは資本主義が所得を引き上げ、財のコストを引き下げたのだとシュンペーターは反論する。
また、「大企業は独占している」という意見についてシュンペーターは、「独占」という言葉は世論の敵意を掻き立てるもので、近代資本主義下では長期にわたる独占の事例はほとんどなく、高水準の企業収益は常に一時的なものだと批判した。大企業の繁栄は、独占ではなく組織的イノベーションによるもので、大企業は消費者を搾取するよりというよりも、生活水準を劇的に向上させたとシュンペーターは考えた。
シュンペーターによれば、マルクスは企業に関する十分な理論を作ることができず、企業家と資本家を区別できなかった。シュンペーターは、資本主義によって人々の生活水準は段階的に引き上げられたとし、生活水準の改善は大企業の活動が比較的自由であった時期に生じたと強調した。大企業は消費者の利益を増加させた。小規模の店や工場から大企業への発展は、生物学でいう突然変異であり、それは経済を内部から革新し、古いものを破壊し、新しいものを創造している。この創造的破壊こそ資本主義にとっての本質的事実であるとシュンペーターは論じた。
資本主義ではブルジョアジーの生活は公的な権限を制限することで政治領域を制限している。また、法的枠組みが整備されると、企業は自主規制するので、恒常的な政治介入を必要としない。これは法が個人の自由や自律性を保護しているからだ。したがって、「ブルジョア民主主義は欺瞞だ」という社会主義の主張は馬鹿げているとシュンペーターは批判する。社会主義者が批判する「ブルジョア民主主義」は、幅広い平等の機会を提供し、個人の自由を付与し、ブルジョアジーの利益とは無関係だったり、敵対するような要求に対してもうまく対処してきた。国家に依存して生きようとする階級よりも、放任が最も自己の利益にかなうと考える階級の方が、民主的な自制を実行するのは容易になる。
晩年の1945年にもシュンペーターは、資本主義国での労働者の実質賃金は、不況で一時中断したものの数十年間にわたって上昇しており、とくに累進課税を採用している西側諸国では国民所得に占める労働者の実質賃金の割合は上昇しており、マルクス主義の階級闘争論は不適切だと批判した。また、現代の企業人は基本的に他の労働者に対する労働者であって、企業人が自分で資本を所有していると信じたアダム・スミスとマルクスは甚大な過ちを犯したとシュンペーターはいう。また、1948年には、マルクスの著作は分析におけるイデオロギーの勝利であり、そのビジョンの結末は社会的な信条となって、分析を不毛なものにし、マルクスは自分自身の危険性にまったく気づいていなかったとシュンペーターは総括した。

### ハイエク
ミーゼスに師事したオーストリア学派の経済学者フリードリヒ・ハイエクは、「経済学と知識」(1937)「社会における知識の利用」（1945)で、社会主義者が依拠する一般均衡モデルでは、均衡を記述する連立方程式に使われている変数やパラメータについての情報がすべて所与であるとされているため、社会主義の不可能性は理解されないが、均衡理論とは逆に、現実の経済では情報は決して与えられるものではなく、一つ一つ起業家によって発見され、創造されるのであり、そうした動的プロセスこそが経済学の対象であると論じた。ハイエクによれば、社会は「合理的に組織化された」システムでも、意図的に人為的にデザインされたものでもなく、多くの人々の相互作用から生まれる自生的秩序であり、常に進化を続ける動的プロセスである。社会では、すべての個人は、自らの目的を叶えるための行為を行うことで、情報を生成し、知識を見出していくが、そうした情報へのアクセスにおいては障害があってはならず、特に政治的、制度的な強制や暴力があってはならない。しかし、社会主義国家では、強制と暴力が制度的に行使されるために、人々は目的を自由に追及できなくなり、個人的な目的の喪失は、社会を協調させ進歩させていくために必要な情報を生成するインセンティブも消滅させる。ハイエクによれば、社会経済制度は無数の人間が何世代もかけて経験、知識、欲望を積み重ねて築いてきた進化の結果であり、社会の行動規範は、個人の精神をはるかに凌駕する膨大な情報、経験、知識を内包しており、誰一人として、こうした制度を新しく構想、創造することはできない。社会主義は知的なプライドと科学的な驕慢から生じる誤謬であると批判する。また、社会主義は、原始的集団に見られる感情や心理（団結、利他主義、忠誠心など）によって社会秩序を維持させようとするが、原始的集団で団結や利他主義が可能なのは、各メンバーが身近であるという環境があるからで、これを大規模な相互作用がある近代社会に拡張すると、混乱が生じ、やがては文明も崩壊し、自給自足の部族経済へ逆行することになるとハイエクは主張する。
ハイエクは「自由と経済体制」(1938/39)において、権威主義的体制が活動範囲を経済だけに限定することができると信じることは、致命的な幻想であるとし、権威主義的体制による統制は、経済以外の領域にも拡大し、ついには全体主義政府になるとする。ハイエクは、次のように述べる。
ハイエクは戦後も『自由の条件』(1960)『法と立法と自由』(1973-79)で社会主義批判を展開していった。ハイエクによれば、社会主義国家による強制的な命令、統制、または経済への干渉主義は、人間行為に対する制度的システマティックな「攻撃」であるが、これにより、自然法の概念は消滅し、それに代わって、行政命令、規則、統制といった形式的な法律が行動を規制するようになる。伝統的な法は個人の道徳基準として機能しなくなり、政府からの命令と統制がそれにとって変わることによって、行為者は、法によって自分の行動を参照することができなくなり、ますます伝統的な行動規則を遵守しなくなる。こうした状況からは経済活動の腐敗が生まれるが、これらは実際の社会主義諸国家で頻繁にみられることである。社会主義下では、法は虚無化され、市民は法への信頼を失い、「正義」の観念も、政府や裁判官による感情的な印象論に基づいた恣意的な判断となる。これに対して、伝統的な法社会では、裁判官は抽象的知性としての機能を果たし、感情的な偏りからの影響が小さい。社会主義体制におけるように、法の客観的な適用が妨げられ、主観的感情的な印象に基づく判決が下されるようになれば、法的安定性は失われる。人々は、裁判官に好意的な印象を与えることさえできれば、法的保護を得られると考えるようになる。ソ連などの社会主義国家では、社会プロセスの主役は政治家と官僚であり、政府からの強制命令によって意図的な協調が試みられ、命令規則は個別的具体的で、万人に対して平等には適用されない。また、一つの目的が支配的になり、全員に押し付けられ、「結果の正義」というスローガンによって、当事者の行動を問わずに、結果的な平等が支持される。また、政治性が社会生活のすべてを支配し、人々は部族的な集団となり、党やヒエラルキーへの忠誠心、仲間との団結が奨励される一方で、よそものは敵とされる。ハイエクはこれに対して、強制や部族的集団による攻撃のない自由な社会、起業家精神に基づく自生的な社会プロセスを支持する。そこでは伝統的な自然法が平等に適用され、「同胞」も「敵」もなく、抽象的な経済関係が広がることで、各人は普遍的な社会秩序の形成に参加する。
ハイエクは、マルクス主義・社会主義のような「設計主義的合理主義」は、合理性についてのナイーヴで無批判な理論であるが、「人間を天国に連れ戻すと約束する現代の知的な合理主義の致命的な思いあがりの主要な源泉」にはルソーが創作した「一般意志」があるとした。ルソーは人間の「足枷（あしかせ）」は利己的で搾取的な利益によって強いられてきたと主張し、さらに社会主義は、所有制度は、利己的で、排他的な利益を欲して、他者から財産を守ることを望んだ人々によって発明されたと主張した。しかし、ハイエクによれば、総生産物の規模が大きいのは、所有物の自由な市場交換を通じて、所有資源を配分することができるからであり、個人が資源の用途を判断できるようにする情報は市場において獲得される。これに対して、社会主義では、本質的に分散している知識を権威がひとまとめにして計画的な秩序を構築しようとするのであり、限られた知識は、少数の個人の手に握られる。ハイエクは、個別的な所有制度は、万人の知識を最大限利用できるような秩序へ生産の指針を移転させることによって、財産をもたない人々にも財産を持つ人と同様に利するという点で普遍的に有益であるとする。
また、社会主義は、プロレタリアートの存在を搾取のせいにするが、プロレタリアートを構成している個人は、他者がかれらに生計の手段を提供するまでは存在しえなかったのであり、西側のプロレタリアートや発展途上国は、自分達の存在を先進国がもたらした機会に負っており、共産主義諸国の人々も、西側世界が世界経済体制を保っていなければ飢えていただろう、資本主義は、生産から所得を得るための新しい形態、すなわち人々を、家族や部族から独立させることで彼らを解放する形態をも導入したとハイエクはいう。

## ロンドン学派：ロビンズ
大陸経済学の成果を取り入れたロンドン学派のライオネル・ロビンズは『経済学の本質と意義』(1932)で、シュモラーのような社会主義者は倫理判断を重視するが、経済学は諸目的において中立的であり、確かめられる事実を扱うのに対して、価値判断と義務を扱うのは倫理学であるとする。これは、植物学が美学ではないから、植物学者が庭園の設計について見解を持ってはならないということではないように、経済学者は倫理問題について意見を述べてはならないという意味ではない。ロビンズは、希少性が富の理由であり、経済学は、諸目的と希少な諸手段との間の関係としての人間行動を研究するものであると考えた。ロビンズによれば、排他的な共産主義社会における経済体系は、ロビンソン・クルーソーのように孤立したものであり、共産党執行委員会にとっての経済問題とは、単に生産力をどこに適用するかであり、生産手段の公的所有においては、個人の積極性や抵抗は定義上排除され、それゆえ、執行委員会の決定は、消費者や生産者の評価ではなく、執行委員会自身の評価に基づくものであり、必然的に恣意的となる。共産主義経済においては、選択の型は単純であり、市場における価格体系の導きがないので、生産組織は最高首脳部の評価に依存する。また、共産主義の存在理由そのものによって、経済分析は不要とされ、閉め出される。こうして、ロビンズは、共産主義経済は、貨幣経済と切り離された家父長制の荘園が家父長の評価に依存するのに似た構造であると指摘する。これに対して、交換経済では、個人の決定は、その個人への間接的影響を越える合意を持ち、貨幣の用途にあたっては、稀少性の関係にある複合体（賃金、利潤、価格、資本化の比率、生産組織）にどう影響するかを跡づけることは簡単ではなく、全体を把握するために経済分析が重要であり、有益であるという。
また、ロビンズによれば、唯物史観では、歴史事象はすべて物質主義的な変化に帰せられ、社会制度における変化は、生産技術が変化した帰結とみなされ、つまり、歴史は技術変化の随伴現象であり、道具の歴史が人類の歴史であるとされる。唯物史観では、人間の究極的な評価が、技術的条件の副産物に過ぎないとされ、需要側に自律的な変化はなく、どのような変化も、供給側の技術・機械の変化に帰せられ、稀少性に関する独立した心理学的な側面は存在しない。しかし、こうした主張は、人間の動機に関する因果関係についての一般的言説であり、経済学からみれば机上の空論にすぎず、経済科学の観点からは、相対的評価の変化は所与のデータであるとロビンズは批判する。この他にもロビンズは、国際共産主義の経済計画のような、市場を持たないままの資源の効率的な利用は困難であるだけでなく、消費者の利益と民主主義に甚大な危険をもたらすとも批判し、マルクス主義は、戦争を資本家による陰謀の結果であると信じるが、主要な緊迫は、企業家とは異なる政治家の権力闘争や、無節操な金融財政や企業家の策謀とは逆の過程から発生したのであり、ヴァイナー、ユージン・ステイリー、フェイスによる外交と財政の研究からも、マルクス主義理論の間違いが示されているという。ロビンズは若い頃にギルド社会主義に接近したが、幻滅し、その後、第二次世界大戦時に内閣経済部長に就任し、戦時経済、食糧供給、雇用の安定、国民最低限保障（ナショナル・ミニマム）などの政策を立案した。
ロビンズは、1952年の著書で19世紀のベンサム、ジェームズ・ミル、シニョア、J.S.ミルらの社会主義論ついて以下のように著述した。
ジェレミ・ベンサムは、不平等を少なくすることは望ましいが、財産平等のために所有を廃止する提案は、不幸に導くもので、革命などの暴力によって所有制度を打倒することは、破滅と治癒しがたい害悪をもたらし、保障制度も、勤労も豊かさもなくなり、社会は野蛮状態になるだろうと批判した。ベンサムは、平等の維持には、それを樹立したときに用いたのと同じ暴力を用いることになり、審問者と死刑執行者が必要になるし、自分の持分を失ったものには取り戻してやり、働いて持分を増やすものからは取り上げるような監視されるような状態では、誰もが浪費が賢明だと考えるし、勤労するものはいなくなるという。財貨共有は効用原理に反し、不和の源、むだの源、隠された不平等の源になる。事実、宗教的熱狂によって、財貨共有を基本原理とした小社会の実験では、報償という穏やかな動機は、刑罰という暗い動機によって置き換えられた。ベンサムは、平等の要求は、無為徒食が勤労を辱める強盗行為を隠す口実にすぎないし、所有の分割にあたっては、誰をも満足させることや、嫉視、いさかい、選り好みを防止することは困難である。このように平等制度は、人々の不正邪悪をもたらす不合理な制度であり、政治的または宗教的奴隷制度となると警告した。
経済学者・哲学者のジェームズ・ミルは、大資本家の独占的所有を保障する政府を廃止し、共同所有によって分配の平等を目指したトムソンWilliam Thompson（1775―1833）やホジスキンらのリカード派社会主義に対して、そのような主張は文明社会の破壊活動であると批判した。
救貧法・工場法委員を務めた経済学者ナッソー・シニョアは、1848年革命では、政府の義務を人びとの財産づくりとみなされており、事務職、自由職業人、自営業主でさえも、自分の仕事を捨てて、国家からのサラリーを受けることを目的としていたと述べ、これは偽装社会主義であったし、彼らは国家権力の限界を理解していないと批判した。シニョアは、最低生活保障によって雇用をつまらなくすること（勤労意欲を削ぐこと）は危険であり、社会主義や共産主義の提案は、賃金で勤労に報いること、利潤で節欲に報いること、苦労や貯蓄などを否定し、要するに希望を持ってはならないと定めようとするもので、生産の破壊を狙うものであると批判する。それは、社会主義国家が成立するや、必ず恐怖政治となり、奴隷と奴隷監督とに分裂することになるだろうと警告した。
ジョン・スチュアート・ミルは『経済学原理』初版で、社会主義について、土壌と気候が順調で、必要なものを生産する手段を所有しているいくつかのコミュニティが、私有財産に基礎を置く社会と世界市場で競争する必要がないと仮定すれば、これらのコミュニティは、人口抑制政策によって、生存・統一を維持できるだろうとする。しかし、長い目でみると、このような社会では、ほとんどの仕事が全人民の使役を基礎とするようなものとなり、勤労義務の標準は極度に低く設定されるおそれがあり、このような計画による完璧な平等は、現実には実現できず、生産物の平等な分配はありえるとしても、労働の平等な分配はありえないとする。共産主義制度では、質の異なる労働の調整ができないので、有用な労働に対して順番に従うように規定することとなり、分業が終了し、協業的生産の利点を犠牲とするもので、生産量を予想以上に低く引き下げることとなり、労働を名目的に平等ならしめることは、現実の不平等を大きくしてしまうことになるとミルはいう。これらの困難をのりこえたとしても、単調なルーティンは魅力に乏しく、規則遵守を強制され、あらかじめ定められた仕事の遂行に終わることになれば、「たれも生活様式、職業あるいは移動を自ら選ぶことなく、各人は全体の奴隷となる」し、「大衆はそれ以上に事態の向上を図る努力をしないだろう。そしてかれらがそうしないかぎり、それをするものはだれもいないであろうし、そのような基盤のうえでは人間生活は一つの同じくりかえしに固着するであろう」とミルはいう。また、富を集めたからといって、それが他人を貧乏にしているのではないような場合に、誰もが他人より良い生活をしてはならないと要求するのは、平等の原理の乱用であるとし、ミルは、組織の最良の基礎として所有の原理にもどり、個人財産制度の顛覆ではなく、その改良によって、全成員が恩恵にあずかることを提唱した。
しかし、ミルの『経済学原理』第3版では、正しい比較をするには、最善の状態における共産主義と、理想的な形における私有財産制とを比較しなければならないと述べ、初版での社会主義反対の立場と異なり、社会主義への賛否は相半ばしたものとなった。ただし、ミルの考える社会主義は、（ソ連のような）中央集権国家による集産主義ではなく、協同組合主義（サンジカリズム）の方向にあるものである。
その後、ミルの最晩年の遺稿では、労働の分配の困難は内在的なものであり、公正な分配は生産の点では、大きな不利となるだろうとされる。さらに、共産主義的結社は、彼らが提唱するような相互愛と、意志と感情の美しい一致を具現できず、かえって意見の衝突によって分裂し、そのために崩壊することも少なくないだろう。共産主義では、個性と個人的好みを伸ばす余地は、旧体制よりも少なくなるだろう。多数による個別性の抑圧の弊害もさらに増すだろう。ミルは共産主義の可能性を否定するような推論を下そうというものではないが、確実なのは、共産主義が成功するためには、コミュニティの成員が高い基準の精神的知的教育が必要であるということである。ミルは、共産主義への移行はゆっくりとしたものであると考えており、任意的実験でその希望の正当さを立証することを勧める。しかし、準備のできていない人びとを、強制して共産主義社会に押し込むことは、たとえ政治革命によって権力を与えられたとしても、失望に終わるだろうという。
注意すべきは、ミルは市町村規模の共産主義社会について言及していたことである。これに対して、国家が国内と土地と資本の全部を手に入れて管理するような計画については、単一の中心からの指令によって一国の産業全体を運営するという考えは、明らかに奇怪な幻想であるとミルはいう。ミルは国家規模で社会主義を導入すれば、災厄的な失敗となるとし、「社会主義の使徒たちのうるところは、ただ既成秩序がまっさきに滅亡し、あわせて既成社会秩序の利益を受けているすべての人が、共通の破滅に陥るという慰めにすぎないであろう」という。革命的社会主義者たちの根源には憎しみがあり、その憎悪の吐け口を求め、もっとよい秩序が混沌の中から生まれるだろうとの希望にかられ、かつまた、漸進的改良に対して絶望したあまりの性急さにかられ、現体制の被害者までも犠牲として、現在の体制に終止符を打とうとするが、かれらは、混沌と秩序との中間期には、数代にわたる抗争・暴力、強者による弱者の暴君的圧迫を経なければならないことに気づいていない、とミルは結論した。

## ケンブリッジ学派・ケインズ学派

### マーシャル
ケンブリッジ学派の経済学者アルフレッド・マーシャルは経済学の五大古典の一つとされる『経済学原理』(1890) において、以下のようにマルクスら社会主義者を批判する。マーシャルによれば、現代では、困窮した人への富の貸付は減少する一方で、ビジネス用の資本の融資は増大した。借り手はもはや抑圧された者ではなく、すべての生産者が、借入資本による運営かどうかにかかわりなく、資本の利子を経費に算入し、また商品の価格において費用が長期的に回収されることが事業継続の条件とされる。しかし、リカード派社会主義者のW・トムソン、ロードベルタス、マルクスらは、労働は常に賃金と資本の損耗を上回る「余剰」を生み出すが、資本家はこの余剰を搾取すると主張し、利子の支払いや投資による富の蓄積は、労働者階級を抑圧していると批判し、生産手段の私的所有は許されるべきではないと主張した。これに対してマーシャルは、ロードベルタスやマルクスらは、資本による用役を犠牲をともなわない自由財とみなすがために、報酬として利子を支払う必要はないと想定しているが、この想定こそが彼らの結論であり、利子は正当化できないという結論から、その結論を引き出すという循環論法であると批判する。マーシャルによれば、工場での紡績は、機械の損耗を除外した、作業員の労働だけが生み出したのではなく、労働者、雇用主、管理職の労働と資本の用役が重なって生み出したものである。資本は労働と待忍の所産であり、紡績も同様である。製品は労働だけの所産だとみなせば、待忍の報酬としての利子は是認できなくなるが、この結論がすでにその前提に含まれている。
また、マーシャルは、ロードベルタスとマルクスは自説の正しさを主張するのにリカルドの権威をかりたが、これはリカルドの命題とも背馳するともいう。マルクスは、リカードが生産費は労働量のみによって決定されると主張していると誤解しているが、リカードは、生産費は、労働量だけでなく、労働の質、 生産に必要な資本、資本による労働補助が行われる時間によっても決定されると考えていたし、需要が価値を規制するうえで不可欠な役割をもつことをわきまえており、リカードの価値理論の誤解は有害であるとマーシャルは批判する。
リカードは、効用は価値の成立に不可欠であり、市場価格の変動は販売量（供給）と人間の欲求によって規定されると述べている。またリカードは、「富有」で「全部効用」を意味させており、価値は購入者が購入に値するとみた商品の限界分から生じる富有の増分に対応して決定されるという命題や、供給が不足すれば、富有の限界増分は上昇するが、全部効用は低下する（供給の抑制によって限界効用は上昇するが、全部効用は縮小する）という命題に近いところまで達していた。リカードは、商品は収益逓減の法則、収益不変の法則、収益逓増の法則の各種法則にしたがうものとして分類されることを承知しながら、この区別を無視して、すべての商品に適用される価値論を展開した。しかし、収益逓減も収益逓増も同じ確率で生じるから、商品はすべて収益不変となるという想定を明示的に述べなかったことはリカードの誤りであったとマーシャルはいう。また、リカードは、資本の充用がほとんどなく、人々の労働が同じ価格をもっていたような「社会の初期段階」では、商品の価値は、その生産の労働の相対的な分量に応じて決まると述べる。さらにリカードは、文明の進化につれて、価値と生産費の関係は複雑なものとなるので、質を異にする労働には異なる報酬が与えられると述べるが、たとえば宝石細工人の賃金が工員の賃金の二倍であるとして、その賃金の高さの対比の変動の原因の分析をせずに、この変動の幅は大きくないと述べるにとどめてしまった。さらにリカードは、生産費の算定にあたっては、労働だけでなく、労働を補助する器具および建物に投入された労働をも計上する必要があると論じ、さらに一回の使用で消費されてしまう運転資本と固定資本の充当がもたらす影響や、生産のための機械製作のための労働時間の影響についても論じる。リカードは、利潤率が低下すると、市場に出るまでに資本を長期投下しておかなくては生産できないような商品の相対価値は低落するとしたうえで、時間すなわち待忍が労働に劣らず生産費を構成するとみなしたが、簡潔な表現にとどまり、力強く主張しはしなかった。
マルサスが、リカードはある物の費用と価値は同じだと主張していると述べたことに対して、リカードは、生産費に利潤を含めるならばそうだが、利潤を含めていないならば間違いである、とマルサスに答えている。ロードベルタスやマルクスは、物の自然価値は投入された労働だけからなるとリカードが主張していると誤解したが、これまでにみたようにリカードは、商品の価値が単に労働量に依るとは考えていなかった。もし、リカードが二つの商品の価値が労働量に比例するのは、各商品の生産過程において、投入された労働の熟練度が等しく、賃金も等しく、資本量も、利潤率も等しい場合においてであると条件づけをくりかえし述べておけば、ロードベルタスやマルクスのような誤解はさけられたかもしれないとマーシャルは指摘する。
また、マーシャルは1907年の論文で、生産手段の所有と管理を国家に移転させようとする集産主義について、絶えざる自由な創意が必要とされる産業に、集産主義的管理を不必要に導入することによって、創造的な企業の活動範囲を狭めてしまうことを危惧し、国家活動の著しい拡大と官僚制の圧力によって、自由企業が過剰に制限されれば、物質的富だけでなく、人間性の高い資質の多くも損なわれるとその危険を説いた。また、現在の社会の弊害を誇張しての激しい非難は、一時的な熱狂を引き起こすが、公共の利益のための地道な仕事から活力をそらすことになるので有害であると批判する。マーシャルは、現代は、物質的な快楽や贅沢品を供給する人々が著しく増えているわけでもなく、非難されているほどには浪費的でも過酷でもなく、一方で病院や社会福祉のための公的資金も、知的芸術的な職業で働く人々も増えているという。集産主義者は、富の平等な分配によって、すべての人が安楽と贅沢品を手に入れると主張するが、現代の労働者の賃金は、かつての賃金の4倍に上昇しており、多くの熟練労働者は、国民所得を人口で平等に分配するよりも多くの所得をすでに得ていると反論する。さらに、19世紀から20世紀初頭にかけての集産主義の実験では、他人が不快な仕事を割り当て分より少ししかやっていないとか、娯楽を割り当て分以上に享受しているという不満を抱いたことや、実験共同体以外の場所へ移動して働くことが運動の理想の放棄となるためにできなかったこと、つまり、移動の自由がなく、感情のはけ口もなかったことなどによって失敗したのであり、人間の嫉妬心は強力であることが証明されたのであり、マーシャルは、公共的精神によって富が公共のために使用される経済騎士道の精神が浸透しないまま、集産主義計画が実行されれば、社会的な災厄が生まれるという。

#### ピグー
アーサー・セシル・ピグーは、社会主義と資本主義のどちらが良い体制かについて、人間の行動が他方より良いということを絶対的に証明することはできないとしたうえで、まずは資本主義の一般的構造を承認し、徐々にこれを修正していくことがよいとする。ピグーは、財産と機会の不平等を減少させるためには、相続税と所得税の累進課税制度、人民の健康と知性（教育）への投資、公共の利害に関する産業、武器製造、炭鉱業、鉄道などの重要産業の国有化、イングランド銀行を公共機関として産業変動を緩和するために利用することなど、暴力的な革命によって荒々しく根こそぎにしないような漸進的転換を提唱した。

### ケインズ
ジョン・メイナード・ケインズは、ロシア革命が発生した当初は賞賛したが、1921年になると、ボリシェヴィキの実験の失敗は壊滅的であったと述べた。1922年には、革命神話に心酔した共産主義という教条の狂信者たち、旧体制を憎悪する破壊主義の熱狂者たちは、経済の本質を理解していなかったために、愚鈍で非効率的な教条主義的体制は崩壊したと論じた。しかし、ケインズは、ソ連は、貨幣が廃止できないことも、価格の問題に対しては「ブルジョワ経済学」が適用できることも理解しており、その体制は一定の安定性を獲得するだろうとした。なぜなら、ソ連は、メシア的・迫害的な宗教性に頼っているし、レーニンは、ネップのように自分の信念を変更することを恐れてもいないからであるとした。ケインズは、ボルシェビズムは、のぼせあがった理想主義と、スラブ人とユダヤ人の苦難および彼らに特有の気質の双方から生じた知的錯誤とによって作り出された震顫譫妄・精神的高揚であるともいった。
『ロシア管見』(1925年)でケインズは「資本論」について、科学的に誤りというだけではなく、現代の世界にとって興味もなければ、応用もできない時代遅れの教科書であるにもかかわらず、共産主義者は同書を批判を許さないバイブルとして推挙しており、ボルシェヴィストは、宗教を唾棄し、図書室の宗教の棚にも反宗教的文献のみを並べよと指示するが、彼ら自身が宗教的である。唯物論的自負を純化すれば、一方では、神秘的な匿名の組合のなかに、他方では、人類全体の理想の追求に没入させている。ケインズによれば、レーニン主義は、ヨーロッパが数世紀にわたって別々の魂の引き出しにしまいこんできた宗教とビジネス（事業）を組み合わせたものであり、宗教に従属した非効率的な事業であって、偽善者に率いられ、ボルシェヴィキに抵抗する人々を公正さや慈悲心を微塵もみせずに迫害し、少数の狂信者によって信仰された新興宗教であって、たんなる政党ではないとする。ソ連では、日常生活の自由と安全が破壊され、迫害・破壊・国際紛争を意図的に利用し、国内のあらゆる家族と団体にスパイを送り込み、国外では紛争を巻き起こす。コミュニストは、これは信仰ではなく、革命の戦術であると答えるだろうが、彼らは、新しい秩序を地上に建設し、革命がそこに至る唯一の手段であると信じている。
ロシア・コミュニズムは、人々の行動の金銭的動機の重要度を変化させ、社会的基準を変える。イギリスでは、実業家になり財産を築くことは、公務員になること、教育、学術の世界に努めることと比べて、同等もしくはそれ以上の尊敬を受けることもある。しかし、ソ連においては、金を儲けることは、強盗、偽造、横領の一種であるとみなされ、倹約や貯蓄、家計を安定させることさえ、価値の低いこととされる。しかし、実際のソ連では、他人より多く所得を得る成功者はおり、人民委員は各種の無料サービス、自動車、アパート、劇場のボックス席等も支給され、教授や公務員は、下級労働者の3倍、貧農の6倍の所得を得ており、格差は解消されていないだけでなく、物価高と法外な累進税制のために人々の生活は苦しく、多額の利益を得ようとすれば、賄賂や横領の類の危険を冒すことになる。ソ連では、利潤を見込んだ売買を禁止してはいないが、そのような職業を不安定で恥ずべきものにしようと仕向けているし、私営の商人は、中世のユダヤ人のように、公認の無法者とされる。
ケインズは、もし共産主義が勝利を収めるとすれば、経済技術としてではなく、一つの宗教としての勝利となるだろうという。
しかし、宗教としての共産主義の力は、かなりのものとなるだろうという。平凡な人間を褒めそやす教義は、これまでの宗教が大衆を捉えてきたもので、宗教には、信徒たちを団結させる紐帯を作り上げ、それは無宗教者の利己的な原子論に十分に対抗する力を持っている。これに対して、資本主義は絶対的に非宗教的であり、内的な団結もなければ、強い公共心もなく、富を持てるものと追い求めるものの集合でしかない。また、資本主義に満足している人々は、すでに宗教をもっているか、あるいはまったく宗教を必要としていない。
「自由放任の終焉」(1926)では、アダム・スミス以来の自由放任の原則は、それへの反対提案である保護主義と、マルクス主義の両方が貧弱な思考であったために、分別ある公衆によって堅持されてきたとし、マルクス主義などの19世紀の国家社会主義は、ベンサムや自由競争から発生したもので、個人主義と同じ哲学であり、いずれも自由を強調する同一の知的雰囲気に対する異なった反応であるという。
その後、ソ連がスターリン主義へと転化すると、ケインズはますます批判的になった。
1934年7月、ケインズは、ソ連に好意的であったために降格減給の危機に瀕したハロルド・ラスキを、共産主義者の言論の自由も保護すべきであるとして、擁護した。ケインズによれば、意見への審問や、漠とした行政上の疑惑に基づく調査、政敵の政治的暗殺などは、名目が国家の安全であれ、文明を破壊する思想と同じ系列に属するとして、たしかに左翼はマルクス主義を弄んできたが、右翼でも、左翼でも、どんな小さな背反であっても、自由のとりでにおいて許容されるべきであると主張した。しかし、このケインズの書簡に対してF・ピトケアンが「左翼は、マルクス主義を弄んできた」という表現に対して苦情をいうと、ケインズは、マルクス主義は、ファシストやナチズムと同様に、経済秩序の変革のために個人の政治的自由をいつでも犠牲にする用意を備えており、「マルクス主義思想を弄ぶ輩は、個人の政治的自由を反動的攻撃から守ることにおいて、明確な良心を持ち得ないだろう」と述べ、ケインズ自身は、政治的自由主義による経済改革が自分の目標であると述べる。
ケインズによれば、19世紀後半には、シティと産業の指導層は権力を保持していたが、何らかの理由で、時と株式会社と行政機構とが、サラリーマン（俸給生活者）階級を権力の座につけた。革命は個人的な権力への反抗だが、今日のイギリスでは誰も個人的な権力を持っていない。
また、共産主義は、経済問題の意味を過大評価しているが、経済問題は解決できないほど難しいことはないという。共産主義は、経済状態を改善する手段としては、人間の知性への侮辱であるが、経済状態を悪化させる手段としては精妙で強い魅力を持つ。共産主義は、19世紀が経済的成果の組織化に失敗したことへの反動ではなく、その比較的成功への反動であり、われわれすべての内在する禁欲主義への訴えである。
共産主義は、暴力革命によるブルジョワジーの打倒だけが解決となると主張したが、ケインズは、あらゆる暴力的な社会変革に反対した。
1934年12月には、ケインズは、資本論は、イスラム教のコーランのように、多くの人々が「千歳の岩」とみなし、霊感を宿した本とみなしているとした。しかし、資本論は、社会学的価値はどうあれ、経済学的価値はゼロであるとケインズはいう。ケインズは、自分が準備している『雇用・利子および貨幣の一般理論』によって、世界の経済政策は大きく変革されるだろうし、なかんずく、マルクス主義のリカード的基礎は打ち壊されるだろうと述べている。
1937年7月にケインズは、独裁者スターリンは共産党を破壊していると指摘した。

### ロビンソン
ケインズサーカスのジョーン・ロビンソンは、ケインズ理論に基づいたマルクス経済学へのマクロ経済学的批判をおこなった。ロビンソンは、マルクスの労働価値説における価値の形而上学的な強調を批判し、論理的なプロセスとして、個々の商品の賃金に対する利益率は、利益率が事前に認識されている場合に計算できると指摘する。マルクスにとって商品は、製造される時間、労働力、および技術的条件の蓄積である労働からその価値を受け取るものであり、マルクスは、需要と市場価格を反映した生産物の労働時間との均衡を見出したといえる。しかし、2人の労働者が同じ時間労働し、異なる品質の製品を生産している場合、2人の労働の価値をどう測定するのか、労働の価値は、同じ労働時間量、同じ商品を生産する場合でも、地域が異なれば、例えば、農業労働と都市のキャリア個人の労働はまったく異なり、商品の価値と等しくはならない。さらに、土壌肥沃度、気候、市場の動向、自由市場の慣習などの要素も、労働の過酷さに関係なく、商品の品質を変化させるのであり、マルクスはこうした要素が生産過程にもたらす影響について考慮していない。ロビンソンは、マルクスの労働の絶対理論を批判し、生活水準の違い、インフレ、省力技術の違いなどを考慮に入れた相対的なアプローチを取り、労働の均等性と賃金の均等性の定量化の重要性を訴えるとともに、政府は労働者が直面する不利益や異なる状況を考慮に入れた労働評価をすべきだと主張する。
ロビンソンの見解では、正統派の経済学者は、資本主義における有効需要（貨幣的支出に裏づけられた需要）の問題、つまり市場の制限と、経済全体での商品の異なる価格の問題に対処していないし、投資の減少を調整できなかった。これに対して、マルクスは、資本主義システムは消費に基づいて構築されており、資本主義が生き残るためには資本を蓄積すると適切に考えた。資本主義は利益の成長のため、市場の制限と長期投資なしの過剰消費を引き起こしている。しかし、マルクスは、利益が必然的に減少するという理論を仮定するにとどまり、十分な代替案を提示できなかったとロビンソンは批判する。
労働組合を通じた労働者と使用者の交渉による名目賃金の上昇は、実質賃金の上昇につながるとされるが、賃金上昇はしばしばコストの上昇につながり、労働者の購買力が大きくあがることはないとマルクス主義では指摘される。 しかし、ロビンソンはケインズと同様に、資本家から労働者への購買力の移転は、消費財の需要を刺激し、雇用を増加させる傾向があるため、名目賃金の上昇は、実際に雇用増加につながると主張する。マルクスは賃金低下によって資本が拡大するとみなしたが、ロビンソンはケインズ的な立場にたって、1930年代の戦間期は賃金の下落が資本拡大につながらないことを示し、ケインズによって切り開かれた有効需要の短期変動理論は大きな進歩を遂げているが、マルクスの長期変動分析は未開拓のままであると述べた。ただし、ロビンソンは、賃金率と雇用率は蓄積された利益率に基づいて変化するというマルクスに共感し、たとえば、資本が減少した場合、賃金は低下する可能性があるが、資本家は労働者をより多くの時間働かせ、同時に作業負荷を増加させることで利益を得ることができるのであって、雇用は流通する資本量と資本家の搾取に依存するとみなす。マルクスが、資本家による技術革新で賃金が低下するだろうと想定したのは誤りだったが、賃金上昇を推進するためには労働組合が重要だと認識した点では正しかったとロビンソンはいう。
ロビンソンは1948年の論文で、マルクスは、実質賃金は最低生活水準にとどまり、資本蓄積と技術進歩によって生産性が増大するにつれて、搾取率は増大し、資本は少数者の手に集中されていくと予見したが、以後のイギリスや北欧等の先進国では実質賃金水準は明白に上昇したし、マルクスは、資本主義が電気冷蔵庫や自動車によってどれほど労働者を買収できるかを見通せなかったという。また、マルクス主義者は、先進国における工業労働者の生活水準の上昇を、植民地の搾取のせいにして、白人労働者は「宮殿の奴隷」であり、資本家は有色人の搾取から利潤を引き出せる限り、白人労働者を甘やかす余裕があると主張するが、海外での利潤が高いのならば、資本家が本国における低い利潤率を受け入れるはずがなく、この理論は説得力がないと批判する。
利潤率低下の法則については、実質賃金率ではなく、搾取率が不変であるとされ、マルクスは資本の有機的構成は時の経過につれて増大するという。言い換えれば、資本使用的発明が技術進歩の主要な形態であり、そのため労働1単位あたりの資本はたえず増大する。利潤が一定であれば、資本利順率は低下していくので、資本家は、蓄積への熱狂的な衝動によって自身の基盤を掘り崩していくとして、資本論3巻では恐慌理論との関連が混乱した文節のなかで論じられる。しかし、マルクスは、すべての技術進歩が労働1単位あたりの資本を増大させるというのは事実ではないとはっきり認めており、歴史的には、発展の鍵は輸送であり、時間を節約する発明は資本を節約するので、資本の有機的構成が資本主義とともに急速に増大したことは明白とはいえない。機械への投資、通信や生産過程の高速化による節約が、過去の設備投資をどれだけ相殺したのかを評価するのは不可能であり、将来の発明を述べるのも不可能である。ロビンソンは、有機的構成が不変であるような世界は想像可能であるが、そのような世界に対してはマルクスの分析は適用性をもたないし、また利潤率低下傾向に依存するマルクスの恐慌理論も失敗しており、それゆえ、しだいに深刻化する恐慌への傾向が資本主義の必然的な不可避の特徴であるとするマルクスの立場は維持できないと批判する。
ロビンソンは1950年には、マルクス主義者は、労働価値説を神秘化し、信仰しているとして、ドグマに固執する宗教の強固な結合力を弱めることができたのは理性であり、議論の神学的スタイルは、知識人に堕落的影響を持つと批判した。
ロビンソンは1957年には、マルクスの予言に反して、資本主義の労働運動は、不変の賃金水準ではなくて、産業の売上額のなかの賃金の不変の分前を保証してきたことにより、生活水準が上昇し、労働運動から革命の精神を取り除いたと述べる。資本の集中はある程度進行したが、生産技術、金融技術の発展により、中産階級の財産や職業の大普及をもたらし、産業の一般的経費を分担する家族の数も増え、社会的流動性も増大した。こうして、労働者階級と中産階級の所得の増大は、体制への支持をもたらしたとする。
マルクスは、マーシャルが扱わなかった動態理論に向かったが、マルクスの恐慌理論では、投資の短期的効果と長期的効果との区別ができていなかった。資本の有機的構成という概念は、時間単位あたりの賃金総額と、流動資本中の任意の時点で固定されている賃金基金を区別するのに失敗しているし、資本ストックに関する術語の規定にも失敗している。利潤率低下の法則は、資本主義初期段階では正しかったとしても、先進資本主義経済への適用は中止されなければならなかった。マルクスは、利潤からの消費に注意を払わなかったが、マルクス理論には、消費性向のような概念が必要だとロビンソンはいう。ロビンソンによれば、マルクスの諸概念は、操作可能な表現に変形される必要がある。しかし「自称マルクス主義者」にとっては、価値、抽象的労働、不変資本、可変資本などのマルクス経済学の術後には内面的な重要性があり、それらが操作可能な定義に変形させられてしまっては、その重要性が霧散してしまうし、おなじみの術語を失うと、信仰の本質的な条項が不確かになってしまう。冷戦が続く限り、この信仰は経済分析より重視され続けるだろうと述べたうえで、次のようにロビンソンは批判する。
なお、ロビンソンは、毛沢東や文化大革命を肯定的に評価し、また朝鮮分断については、北朝鮮を支持し、韓国は社会主義に吸収されなければならないと主張した。

### カルドア
ロビンソンの資本蓄積論に対して、分配の代替理論で台頭し、ケンブリッジ学派の主導者ともいわれたニコラス・カルドアは、イギリス労働党の顧問で、公正な分配が必要だと考えていたが、社会主義には批判的で、資本主義は経済の完成されたシステムであり、イノベーションや有効需要を融合するなど適切な知性があれば格差や不況などの危機を解決できると見ていた。カルドアによれば、資本主義は完全雇用を必然的に保障しないし、経済進歩において財産所有の平等な分配への自動的傾向は存在しない。しかし、適切な公共投資があれば、資本主義は正常に機能するのであり、「適切な統制によって、持続的完全雇用、生産諸力の均斉的発展、同時に経済的不平等の漸減をー資本主義の崩壊とみられる社会および政治組織のなんらの激烈な革命的変化なしにー保障することができる」として、「資本主義は不可避的に恐慌に陥る」というマルクスらの解釈は間違っているとする。カルドアは、マルクスは資本主義の矛盾や生産の集中などについて述べたことは正当であったが、他の考え方は誤りであるとする。窮乏化法則に対しては、プロレタリアの生活水準は下落しておらず、実質的に3-4倍になっているし、マルクスは共産主義革命は先進国で起こると予言したが、資本制生産様式が確立していない諸国で革命が生じてしまった。
カルドアは、資本主義は二つの段階にわけられ、前期はマルクス型で、後期はケインズ型であるという。マルクスモデルでは、剰余価値を{\displaystyle SV}、総所得を{\displaystyle Y}、生活費を{\displaystyle C}、労働力を{\displaystyle L}、利潤を{\displaystyle P}、可変資本を{\displaystyle CL}とすれば、
{\displaystyle SV=Y-CL,\quad {\frac {P}{Y}}={SV \over SV+CL}}
と書ける。
ケインズモデルでは、
{\displaystyle {\frac {P}{Y}}={I \over sY}=GV}
と書ける。Iは投資、sは貯蓄率、Gは起業家による市場の（平均的な）予想成長率、vは資本/産出比率、生産量に対する資本の比率、つまり、生産能力の単位あたりに必要な投資額を表す。ケインズモデルでは、人口成長率、技術進歩率、最大の潜在拡大率によって利潤そのものが上昇したと考えることができるが、これの方が現実の経済状態においては正しいという。カルドアは、ケインズ同様に、資本主義を修正すれば制御可能であるとし、経済成長により利潤が大きくなれば、労働者への分配にもつながるとみた。

## 線形経済学
数理経済学の一つである線型代数学を用いた線形経済学分野では、ポール・サミュエルソンと森嶋通夫によるマルクス経済学批判がある。

### サミュエルソン
ポール・サミュエルソンは「経済学6版」(1964)などでマルクス批判をした。サミュエルソンによれば、スミスからマルクスまでの労働価値説は、財貨の価格比率を、財貨に対する需要をもたらす効用とは独立して、労働費用だけから予見するが、嗜好や需要のパターン、また、それらが労働以外の要素（土地など）の稀少性に及ぼす効果を考慮にいれずに、商品の価格を労働の所要量だけから予見することはできない。
資本による労働の搾取を剰余価値によって証明しようとしたマルクスについてサミュエルソンは、「経済学 10版」(1976)で以下のように提示する。マルクスは、賃金労働者の1日あたり生活必需品の平均量が、平均的労働6時間分を要すると仮定し、労働者は資本家に労働力を売らざるをえず、資本家は12時間働かせようとする。この労働者は6時間余計に働くが、この剰余労働が「剰余価値」を産むとする。サミュエルソンは、もしこの命題が正しければ、これは資本主義に対する重大な告発となるし、実際にレーニンは、労働者は、労働日の部分を生活を維持する費用をつぐなうために働くが、それ以外の残りの部分も無償で働くが、この無償の労働は、資本家のために剰余価値を創り出し、資本家の富の源泉となると主張した。
現代経済学では、二つの財の相対価値または相対価格について、供給が需要と交差して、市場で観察される価格比率交換を決定すると説明される。これに対して、スミス、リカードらの労働価値説を継承したマルクスは価値の絶対的尺度が必要だと考え、「社会的必要労働」を絶対的基準とみなした。ただし、リカードは、土地が希少であり、さまざまな労働=土地集約度をもつ違った財があるときには、財は社会的必要労働に比例していない相対価格で交換されることを認めていたのであり、労働価値説は、資本の複雑さがモデルに入ってくる以前に崩壊していたとサミュエルソンはいう。
「純粋の労働価値説」において、労働日12時間のうち、1単位の石炭生産に4時間、1単位のトウモロコシ生産に4時間を要するとすれば、「社会的に必要」な労働費用は、それぞれ4と4であり、石炭とトウモロコシを交換するならば、　
　トウモロコシの労働価値/石炭の労働価値=4時間/4時間=1
と、交換比率は等しくなる。
次に、1単位のトウモロコシ生産に、4単位の直接労働（生きた労働）のほかに、原料として1単位の石炭を必要とすると仮定すると、石炭を生産する間接労働（死んだ労働)が4時間となる。この場合、総労働費用は、
トウモロコシの労働価値/石炭の労働価値=（4時間＋4時間)/4時間=8/4=2
となり、トウモロコシの労働価値は、石炭の労働価値の2倍となる
。
「純粋の労働価値説」においては、すべての財貨は、その社会的に必要な労働（直接労働と間接労働）に等しい競争的価値を持つ。
マルクスは、直接労働費用、すなわち労働者が作業中の財貨が完成される前に彼らの日常的な消費のために前貸しされる給与支出を、可変資本{\displaystyle v}と呼んだ（産業ないし部門{\displaystyle 1,2,}…,{\displaystyle i,}…は{\displaystyle v_{1},v_{2},v_{i},}…と表す）。また、以前の労働で生産された原料のための支出を、不変資本{\displaystyle c}と呼んだ。石炭とトウモロコシの「純粋な労働価値」は、
労働価値{\displaystyle _{1}=c_{1}+v_{1}}=０時間+4時間=4時間
労働価値{\displaystyle _{2}=c_{2}+v_{2}}=4時間(石炭)+4時間=8時間
となる。
「純粋の労働価値説」が支配する「エデンの園」においては、労働は全生産物を取得し、利潤も利子も地代もなく、競争的労働費用の上にマークアップ（上乗せ）もなく、剰余も剰余価値も、搾取も存在しない。
マルクスは、可変資本と不変資本{\displaystyle c+v}に加えられるマークアップ・剰余を{\displaystyle s}とあらわすので、{\displaystyle s_{1}=0,s_{2}=0,}…{\displaystyle s_{i}=0}となり、
{\displaystyle c_{i}+v_{i}+s_{i}=c_{i}+v_{i}+0}
が一般的となる。ここでは、労働者は１日12時間働くとしても、彼自身のために働くのであり、資本家のためには1時間も働かない。ただし、トウモロコシ生産に6時間労働、石炭生産で6時間の間接労働を提供することで、毎日1.5単位のトウモロコシの配給がなければ、労働供給の再生産には十分ではない。労働者は生活のためにトウモロコシが必要だが、日常的な生計確保のためには収穫時まで待てなし、誰か資本家が石炭を提供しなければ、トウモロコシを生産できないので、石炭と食用として前貸しされる前年のトウモロコシを所有する資本家は、こうして剰余価値を獲得できる。
マルクスは、マークアップ・剰余{\displaystyle s_{i}}は直接労働についてだけあるとし、それぞれの部門の剰余{\displaystyle s_{i}}は可変資本{\displaystyle v_{i}}に対し同じ比率のマークアップをする。この{\displaystyle s_{i}}対{\displaystyle v_{i}}の比率が剰余価値率{\displaystyle m}であり、すべての産業に共通するもので、次のようにあらわす。
{\displaystyle m=m_{1}=m_{2}=}…{\displaystyle =m_{i}=}
{\displaystyle s_{1}=mv_{1},s_{2}=mv_{2},}…{\displaystyle s_{i}=mv_{i},}…
▶︎剰余価値率:{\displaystyle S_{i}/V_{i},S_{2}/V_{2},m}
▶︎価値表式：{\displaystyle c_{i}+v_{i}+s_{i}=c_{i}+v_{i}+mv_{i}}
たとえば剰余価値率を200% （m=2.00)とし、毎日4時間は自分のために、8時間は資本家のために働くとすると、石炭の価値表式は、
{\displaystyle c_{1}+v_{1}+s_{1}=c_{1}+v_{1}+mv_{1}=0+4+2.00(4)=12}
となり、12が石炭単位の価値である。
トウモロコシの価値表式は、直接労働と石炭原料の費用を加えて、
{\displaystyle c_{2}+v_{2}+s_{2}=c_{2}+v_{2}+mv_{2}=12(1)+4+2.00(4)=24}
となる。トウモロコシの価値は前述した「エデンの園」とおなじく石炭の2倍だが、剰余価値マークアップのために分子24も分母12も、3倍となる。剰余価値m=0の「エデンの園」では12時間労働で1.5単位のトウモロコシを入手できたが、(1日12時間労働)/(24時間を要するトウモロコシの費用)=0.5単位の量となり、実質賃金は3分の1となる。こうして、剰余価値率が高いほど、実質賃金は低くなる。マルクスにおいて剰余価値は、労働が自らを再生産できるような最低実質賃金、その最低生存水準によって決定される。
サミュエルソンは、競争はすべての産業に関し、{\displaystyle s_{i}/v_{i}}だけでなく、利潤率を均等化させるので、剰余価値率均等のかわりに、均等利潤率{\displaystyle \pi }を措定すべきであるという。
▶︎均等利潤率:{\displaystyle \pi =s_{1}/(c_{1}+v_{1})=s_{2}/(c_{2}+v_{2})}
次に、均等剰余価値率にもとづく価値表式に代えて、均等利潤率にもとづく価格表式が提示される。（価値表式では小文字{\displaystyle c_{1}+v_{1}}であったのに対して大文字{\displaystyle C_{1}+V_{1}}と表す）
▶︎価格表式:{\displaystyle (C_{1}+V_{1})+S_{1}=(C_{1}+V_{1})+\pi (C_{1}+V_{1})}
利潤率{\displaystyle P}は、{\displaystyle v}だけの場合よりは大きい{\displaystyle c+v}を分母として稼がれるので、200%水準の剰余価値率より小さくなる。
もし利潤率を100%、{\displaystyle P=1.00}とすれば、
石炭の価格は、
{\displaystyle (0+4)+1.00(0+4)=8}
トウモロコシの価格は、
{\displaystyle [1(8)+4]+1.00(8+4)=24}
となり、ここでも（12時間の労働日）/(24時間のトウモロコシ)={\displaystyle 1/2}であるから、労働者は１日あたり{\displaystyle 1/2}単位のトウモロコシ生計を得るので、搾取下の最低賃金水準と同じ結果となる。
マルクス経済学は、価値表式をとり、「ブルジョワ経済学」は価格表式をとる。サミュエルソンは、ここでマルクスに同情的に提示するならば、剰余価値はより単純な方法で搾取を説明するし、また、マルクス学派は、確定的な平均水準をめぐって剰余が産業間にミクロ分配されるなら、産業ごとの均等剰余価値率でなく、競争による均等利潤率に従うとみて、その利潤搾取の平均水準の変化については、直接労働にたいする剰余価値マークアップでもってマクロ的に簡単に決定されるとみると指摘する。そのうえで、サミュエルソンは、マルクス主義による資本主義の運動法則と異なって、先進諸国の現実の趨勢では、実質賃金が上昇し、GNPの賃金分け前は不変のままか緩慢な上昇を示し、利潤率にははっきりとした趨勢もなく、人口は複利的に成長し、実質GNPはそれ以上の速さで伸び、資本ストックはそれに歩調を合わせたと指摘し、さらに、ケインズ以後の財政政策や中央銀行の貨幣創出は、ローザ・ルクセンブルクやレーニンによる帝国主義的搾取説の妥当性を奪ったという。結局、利潤率低下や労働者窮乏化の「法則」については、マルクス自身の概念構成から説得的に抽き出すことができないし、剰余価値率の水準やそこに含意される実質賃金、それらの時間経過上での変化などについても、マルクスの体系からは推論さえできないとサミュエルソンは批判する。マルサスと違ってマルクスは、生理的な最低生計賃金という考えを重視しないし、また、「失業予備軍」が実質賃金水準にどのような計測可能な影響を与えるのかについてなんの理論的な説明もしなかった。他方で、サミュエルソンは、賃金、地代、利子がマクロ的な限界生産力理論によって決定されるとみなされる「ブルジョワ世界」が最善の状態であると立証するわけではないと述べる。
サミュエルソンは、再生産表式について説明する。安定的再生産の表式では、石炭、トウモロコシのほか、奢侈財として召使いサービス部門を加え、財1単位の生産に1労働時間を要するとする。資本家は貯蓄をせず、利潤をすべて召使いサービスに使うと仮定する（{\displaystyle \sigma _{s}=0})。労働者は全賃金をトウモロコシに支出し、石炭は全てが原料として再投入されると仮定する。また、労働の1/3は労働者の生計用品生産のために働くとし、100労働日または1200労働時間にあたる労働力が永久にあると仮定する。労働者の400労働時間の半分の200労働時間はトウモロコシ生産の直接労働、残り半分は石炭の間接労働に入り込み、50単位の生計用トウモロコシ生産に要する50単位の石炭を生産する。残りの800時間は、資本家が利用し、800単位の召使いサービスで使われる。利潤率が100%（{\displaystyle \pi =1.00})での、石炭、トウモロコシ、召使いサービスの「価格」を(8,24,2)とした価格表式、または、剰余価値率200%（{\displaystyle m=2.00})での、石炭、トウモロコシ、召使いサービスの「価値」を(12,24,3)とした価値表式を作成する。
| 部門         | 価値表式（{\displaystyle m=2.00})                               | 価格表式 （{\displaystyle \pi =1.00})                              |
| 石炭         | {\displaystyle 0c_{1}+200v_{1}+2.00(200)s_{1}=600=12(50)}       | {\displaystyle 0C_{1}+200V_{1}+1.00(0+200)S_{1}=400=8(50)}         |
| トウモロコシ | {\displaystyle 12(50)c_{2}+200v_{2}+2.00(200)s_{2}=1200=24(50)} | {\displaystyle 8(50)C_{2}+200V_{2}+1.00(400+200)S_{2}=1200=24(50)} |
| 召使い       | {\displaystyle 0c_{3}+800v_{3}+2.00(800)s_{3}=2400=3(800)}      | {\displaystyle 0C_{3}+800V_{3}+1.00(0+800)S_{3}=1600=2(800)}       |
| ------------ | --------------------------------------------------------------- | ------------------------------------------------------------------ |

ここで賃金額の合計は、消費用トウモロコシの合計に等しく(1200)、剰余の合計は、奢侈財の合計に等しく(2400,1600)、不変資本の合計は石炭の合計に等しい(600,400)。価値表式と価格表式のいずれにおいても、物量面での合計に変わりはなく、いずれも労働時間を単位とするので、可変資本は両表で一致する。
次に、拡大再生産の表式においては、資本家は全所得を貯蓄し、制度内労働は1期あたり100%で成長する限り、成長の均衡が永久に続くことを示しうる。第1期では、100人・日(1200時間）の労働力が入手可能で、100人の労働者の最低生計用に、1人あたり1/2単位で合計50単位のトウモロコシを持たねばならない。次の期にはすべての点で規模が2倍になるので、2倍のトウモロコシを生産しなければならない。そのためには、1200時間のうち400時間をトウモロコシ生産に割り当て、100単位の石炭も割り当てる必要がある。所得は貯蓄されるので、召使いへの割り当てはゼロで、かれらが受け取る剰余は、石炭とトウモロコシに投資される。また、石炭には800時間が割り当てあれ、200単位生産せねばならない。表式では価格表式を先にする。
| 部門         | 価格表式 （{\displaystyle \pi =1.00})                                                        | 価値表式（{\displaystyle m=2.00})                                                         |
| 石炭         | {\displaystyle 0C_{1}+800V_{1}+1.00(0+800)S_{1}=1600=8(200)}                                 | {\displaystyle 0c_{1}+800v_{1}+2.00(800)s_{1}=2400=12(200)}                               |
| トウモロコシ | {\displaystyle 8\left({\frac {200}{2}}\right)C_{2}+400V_{2}+1.00(800+400)S_{2}=2400=24(100)} | {\displaystyle 12\left({\frac {200}{2}}\right)c_{2}+400v_{2}+2.00(400)s_{2}=2400=24(100)} |
| 召使い       | {\displaystyle 0C_{3}+0V_{3}+1.00(0+0)S_{3}=0=2(0)}                                          | {\displaystyle 0c_{3}+0v_{3}+2.00(0)s_{3}=0=3(0)}                                         |
| ------------ | -------------------------------------------------------------------------------------------- | ----------------------------------------------------------------------------------------- |

トウモロコシの期末生産高2400は賃金(800+400)の2倍であるが、これは経済が毎期2倍に拡張するからである。石炭産出高も石炭投入高の2倍なので、第二行で{\displaystyle \left({\frac {200}{2}}\right)}が最初に出てくる。この拡大再生産の表式では、モデルが十分の速さで成長すれば、加速係数=乗数モデルのような自己保証的な自然成長をなしとげうる。マルクス主義者は、この表式を用いて、消費に限界がある経済は購買力が不足するというロートベルトゥスやルクセンブルグらを論破できることになる。
サミュエルソンは、マルクスの再生産表式がフォン=ノイマン=レオンチエフ投入産出型成長モデルに貢献をなしたと評価したうえで、経済学において「マルクス主義は、マルクス主義者にとってのアヘンである」と述べ、革命は避けられないとする見解は、支持者にとって慰めであり、期待が満たされない苦痛の鎮痛剤でもあったとし、マルクス主義の範疇を使うことは、経済の現実の運動を理解しようとした人々を混乱させてきたと批判する。

#### 森嶋通夫
経済学者森嶋通夫は『マルクスの経済学』(1973)において、資本主義社会が価値および剰余価値をも生産し、さらに、利潤の根拠として搾取が存在することを明らかにすることが『資本論』の中心テーマであると指摘したうえで、資本主義において産業が正の利潤をあげることができるのは、正の搾取率が成立しているとき、しかもそのときに限られる、すなわち、労働者が資本家によって搾取されていることが、全産業に正の利潤をもたらすための必要かつ十分な条件であるという「マルクスの基本定理」を数学的に証明した。マルクスの基本定理は、資本家による労働者の搾取が、正の利潤をうみだす一組の価格一賃金の存在にとって、いいかえれば、資本主義経済の存続の可能性にとって必要かつ十分な条件であることを主張している。マルクスは、資本主義は搾取によって、収益的でかつ生産的な体制であるがゆえに、資本主義体制は拡大するとみており、『資本論』の中心テーマは、資本主義の存立可能性と拡大可能性である、と森嶋は指摘する。このように森嶋は、資本主義義の成長性と存続性の根拠として搾取を位置づけるが、他方、マルクスは崩壊へと至る資本主義のいわば原罪として搾取を位置づけていたのであり、両者の資本蓄積論の捉え方は正反対である。
また、森嶋とカテフォレスは『価値・搾取・成長』(1978)において、エンゲルスは「資本論」3巻で、資本主義の出現以前の単純商品生産社会、たとえば紀元前のエジプトやバビロニアなど商品交換が現われる時代においても、価格は価値を中心として振動するのであり、マルクスの価値法則は妥当すると主張したが、前資本主義時代には十分な数の独立生産者は存在せず、商品生産は、資本主義的生産様式が農業を含むすべての経済部門を征服したときに完全に発達するのであり、エンゲルスの指摘は歴史上実現していないと批判する。また、マルクスも価値および抽象的労働は資本主義においてのみ現実性をもつと解しており、マルクスが価値の働きを説明するために単純商品生産について述べたのも、生産手段の資本主義的所有が搾取、所有の集中、商品の生産価格などにおよぽす影響を確定するための理論的シミュレーションを行うためであったと森嶋とカテフォレスはいう。森嶋は、マルクスの理論の再評価にあっては、論理的なモデルとして再構成することが課題となるのであって、エンゲルスが価値法則を論理的過程であると同時に歴史的過程を構成すると考えたことを批判する。価値法則は資本主義社会には現実的妥当性をもたないし、「単純商品生産社会」も現実的適用性を持たない、論理的な分析のためのモデルとして設定された抽象的な社会であり、これは、資本主義社会との比較考察を行うための規準であって、商品が現実に価値に基いて売買されたことを立証するものではない、と森嶋とカテフォレスは批判する。
経済学者小畑二郎によれば、森嶋は宇野弘蔵と同様に、窮乏化法則や資本主義崩壊論を分析から除外しており、また、森嶋の搾取理論は分配の公正、体制選択の問題も不問に付しており、一面的といわざるをえないと批判する。

## 第二次世界大戦後
マレー・ウルフソンは「マルクス経済学の再評価」(1964)で批判的検討を行なった。
1985年に経済学者トーマス・ソウェルは、「資本論」は巨大な知的偉業であるが、経済学への貢献は事実上ゼロであり、マルクス経済学者でさえ、マルクスの経済分析ではなく、イデオロギー的、政治的、または歴史観のためにのみマルクスを用いている。「資本論」は、歴史的には世界的な政治運動の中核とみなしうるが、経済学の専門家の間では袋小路への入り口にすぎない。しかし、「資本論」を読んだことがない人々によって「資本論」は語られたあげく、天才が資本主義の間違いを「証明」したという保証（権威に訴える論証）の源泉となり、魔術的な力を持つとみなされたと指摘する。
ジョージ・スティグラーは、マルクス経済学は、主要なエコノミストの専門的な仕事に実質的な影響を与えていないと1988年に指摘している。ロバート・ソローは、マルクスは重要な思想家であり、マルクス主義も知的な影響力をもっていたが、まじめな経済学者はマルクス経済学を行き止まりの袋小路とみなしているという。
ゲーリー・モンジオヴィも、マルクスの価値と利潤率についての説には矛盾があると批判した。

## オーストリア学派(3) ロスバード、ソト
オーストリア学派の経済学者・政治哲学者マレー・ロスバードは、マルクスの理論の中核にある「物質的生産力」や「生産関係」は曖昧な定義しかなされていないと指摘する。マルクスは「哲学の貧困」のなかで、技術の進歩によって新しい生産力を獲得し、それが生産様式と社会的関係も変化させていくと述べるが、この技術がどこから来たのか、誰が作り改善していくのかという始まりの問題について考察していない。フォン・ミーゼスが指摘したように、生産の技術的設備・道具・機械といった、「物質的な生産力」の起源について問いかけることはマルクス主義では許されないため、これらの技術や技術革新は天国から与えられたと仮定するほかないのである。しかし、道具や機械は物質的ではあるが、それを生み出した心理的な働きは精神的なものであり、技術の発明は、「物質的」というよりも、新しいアイデアを考案する精神的なプロセスの産物である。機械はアイデアが具体化したものであり、そこには発明だけでなく、設備投資も必要であるし、社会において分業が十分に発達していることも必要である。技術決定論者でもあったマルクスはロンドンの電気機関車の展示会を見学し、「電気は必然的な共産主義革命を引き起こす」と喜んでいたが、そうした技術のイノベーション・発明には資本家の投資や合理的な判断などの介入があった。また、生産関係には明らかに法的な財産関係が先立って存在しているが、マルクスはこれを無視して、生産関係を適切に定義しなかったが、これは深い混乱を招いた。また、マルクスは階級闘争とプロレタリア革命によって、生産力と生産関係の矛盾は解決し、技術システムとの関係も調和にいたると主張する。しかし、歴史的にも資本家たちは新しい技術開発に投資してきたのであり、「封建的」とされる資本家が技術革新に投資しないと前提することはできないとロスバードはいう。
また、マルクスはイデオロギーは経済的土台に決定され、意識は社会関係（階級を生じる生産関係）によって決定されると主張するが、マルクスはブルジョア階級に所属していたが、マルクス以外の経済学者はブルジョア階級の利益に束縛されるのに対して、なぜマルクスだけはブルジョア階級の利益によって決定されないのかは説明されていないとしたうえで、マルクスの決定論には自己矛盾があるとロスバードは批判する。
さらにロスバードによれば、マルクスは「資本家階級」に共通する「階級利益」があると主張するが、資本家・企業は、原材料、労働力の獲得、商品の販売において、つねに価格と品質のたえまない競争にあり、競合相手に先んじるための新製品を模索している。国家が介入すれば、ある産業界での支配層やカルテルなど「特権」を生み出すだろうが、そのような介入以前に、共通の利益を持つ「階級」は市場に存在していない。特権階級を作ることができるのは国家（一党独裁制による国家も含めて）であり、自由市場には「支配階級」としての「資本家」は存在しないし、同様に、共通の階級利益を持つ「労働者階級」も存在しない。なお、国家によって形成される特権階級は、「労働者」「共産党員」やビジネスマンといった集団によっても形成されるのであり、「資本家」だけではない、とロスバードは批判する。
オーストリア学派の経済学者ヘスース・ウエルタ・デ・ソトは2000年の著書で、古代ローマのキケロが、いかなる賢明な支配者の精神的容量よりも、法制度の方が長期間の進化プロセスを経て膨大な情報や知識を取り込んでいると見出しており、オーストリア学派による社会主義的な計画経済の困難についての見解を先駆けて指摘していたとする。
マルクスや社会主義者による搾取理論の基礎となる価値の客観理論に対しては、すでに16世紀にサラマンカ学派のディエゴ・デ・コバルビアス・イ・レイバ（Diego de Covarrubias、1512-1577）が「ものの価値は客観的な性質のものではなく、人間の主観的な評価に依存している」として、西インド諸島で小麦がスペインよりも高価なのは、小麦の客観的な性質は同じでも、現地の人々が小麦の価値を高く評価するからだと論じた。また、サラビア・デ・ラ・カージェ（Luis Saravia de la Calle）も1577年に「財の公正価格を、その商品を生産して商う人々の労働・費用・リスクによって測ろうとする者は深刻な誤りをおかしている。なぜなら公正価格とは、財や商人、貨幣が希少であることや、潤沢にあることから生じるからで、費用や労働、リスクから生じるわけではない」と市場経済の役割を重視して、労働価値説を批判しており、これもオーストリア学派の見解の先駆けであったとソトは述べる。

## 制度派経済学

### ガルブレイス
制度派経済学者のジョン・ケネス・ガルブレイスは『不確実性の時代』（1978年)で、マルクスの著作から自分に都合のよい意味を読み取り、他人の説を悪しざまに扱うことがマルクス主義学者の当然の権利とされてきたと指摘した。
ガルブレイスは1996年の著書で、マルクスは、能力に応じた報酬ではなく、個々の必要に応じた報酬を提供すれば、より高いレベルのモチベーションにつながると平等主義による仮定を主張したが、このような平等性は、人間のモチベーションとは矛盾するもので、マルクスの「希望に満ちた考え方も、歴史や人類が経験してきた出来事と照らし合わせてみると、明らかに見当違いであった」と総括し、良くも悪くも人間はそのような道徳的な高さまで上昇することがないことは歴史的に明らかで、わたしたちは人間の現実をそのまま受け入れる必要があるとして、平等主義に訴える共産主義は、賃金報酬やモチベーションの点から非現実的であると批判した。また、ガルブレイスは、かつて資本家は国家における決定的な権力を持っていたが、20世紀後半になると大企業の所有と経営は分離されており、柔軟性を欠く企業内官僚、投資に興味はあるが機能的には無力な株主が大経営者にとって代わり、また独占禁止法で禁止された独占力も国際競争や技術革新に屈していった。現在は様々な職業があり、企業の力は多数のなかの一つに過ぎなくなっており、営利企業の排除が国民の権利を拡張することにはつながらないことは、ソ連、東欧、中国のような公的所有政策をみても、社会主義の論拠が崩れたことは明らかで、社会主義は、古典的な資本主義と同様に、よい社会を実現する体制だとはみなされなくなった。さらに、経済の発展に伴い、輸送の発達による交通インフラ整備や消費増大に伴う廃棄物処理など、公共サービスの必要性も高まるし、消費が発展すれば、健康に気を遣うようになり、かつては当然と思われていたリスクに対しても敏感になるなど、経済発展に伴って、国民と企業の保護や社会的規制など国家の責任がますます重要になっていったことも、社会主義の衰退の理由であるとガルブレイスは指摘する。

### ノース
新制度派経済学のダグラス・ノースは大学院時代にマルクス主義者だったが、ソ連の体制について次のように批判的に分析している。
初期ソビエト連邦の信念体系は、革命、内戦、飢餓などの危機への対応を迫られたが、党幹部は、指令経済の基本構造、および、目的が達成できるインセンティブ構造についてきわめて不完全で初歩的な理解しかしていなかった。ノースは、マイケル・マクフォールを引用して、スターリンのソビエト連邦は、社会主義の実現を第一目標として、強制、暴力、大量殺戮によって課題を達成していった典型的な全体主義国家であるとする。
ソ連は1950年代当時、世界二位の軍事力と産業力を備えながらも、不均等な発展を遂げており、科学進歩を遂げつつも、住宅環境は劣悪で、消費財は低品質、村は未開であり、原爆を製造できても、国民に卵を食べさせることができなかった。ソ連では、行き過ぎた集権化、受け入れ可能な投資基準と農産物価格の欠如、取引網の不備、原料供給の破綻、恐怖政治下にあって必要なインセンティヴなどが課題となっていた。しかし、ソ連当局は、このような集権的な制度、生産目標、統制経済などの見直しや、市場や分権的な意思決定、国有ではない機能的な所有権の役割を高めるような改革に取り組むことはなく、小さな改革は行われても、強力な官僚機構を前に無に帰した。
ゴルバチョフによる改革でも、ソビエト連邦共産党は指導的役割を持てず、政策目標を設定し遂行することもできなくなり、空隙を埋める制度は何も生まれなかった。部分的な改革が繰り返し失敗するなかで、伝統的システムの将来も見込めなくなり、私腹肥やし、汚職、暴力的な組織犯罪、官僚の忠誠心の喪失のほか、地下経済の拡大などによって、国家の凋落が進んだ。
ゴルバチョフは党の体制は頼りにならないので、既存の制度内での対抗勢力を弱体化させ、改革の賛同者の力を強固にしようと試みたところ、既存の管理体制は急速に瓦解していった。1987年6月のソビエト連邦共産党中央委員会総会での改革で、賃金、価格、生産目標の設定に関する経営者(ディレクター)の裁量が拡大され、翌88年の協同組合法によって私的経済活動が合法化されると、経営者は生産高の隠蔽、資源の私的流用、利益の着服などのインセンティヴが増した。経営者は事実上の財産権を獲得し、個人的消費や資源の私的利用の機会が生じ、経営者にとって広大な闇市場は抗し難い魅力に満ちていた。さらに協同組合や小企業が国家資産をもとに利益を上げられるようになると、経営者たちは、寄生的な協同組合、集団所有制事業、合弁会社などを立ち上げ、外国との取引を仲介し、危険もなく、債務も負わないまま、利益を得ていった。他方、国有企業の受ける便益はほぼなくなり、経営者が自立性を獲得する一方で、党官僚の権力も特権も減少し、党官僚機構は弱体化していった。グラスノスチ(情報公開)による表現の自由の拡大によるメディアの政治批判や数々の政治活動は、党への打撃となり、やがてエリツィンら「反覇権の組織」が台頭した。スティーブン・ソルニックによれば、組織の統制能力が最高幹部にないことが判ると、資源についての疑念が生じ、忠誠を保っていた地方役人も、中央の崩壊によって、自分たちの特権が剥奪されると恐れ、一斉に離反し、銀行取付騒ぎのように役人たちが国の資産を求めて殺到し、ソ連の諸制度は崩壊した。役人たちは、国家に雇われた身分でありながら、国家資産を私物化し、さらには国家そのものを盗んでいった。
ノースは、適応効率性には、非エルゴード的世界に存在する不確実性に直面した際に、時とともに生起する新奇な問題に対する代替案を柔軟に試行する制度構造が必要であるという。この制度では、実験を促し、許すような、失敗策を消去していく信念構造が必要であるが、ソ連はこのようなアプローチとは正反対のものであった。
マンサー・オルソンは『国家興亡論』で、周期的な革命のない状況では、利益集団が社会を硬直化させ、成長と生産性上昇の息の根を止めるというが、ソ連の歴史は、柔軟性のない制度には、それ固有の落とし穴があることの証左である。適応効率性とは、問題の進化に応じて社会が制度を修正したり、新制度を創出するような状況を指すものであり、政治経済は、不確実性に直面しても絶えず試行できるようにするとともに、新たな問題を解決できないような制度は排除していくことが必要である。アメリカの歴史には汚点があるにせよ、こうした条件を発展の特徴としてきたのであり、あらゆる形態の硬直的な独占に対して、強力な制限を課してきた。ただしそれは長い時間をかけて進化してきたものであり、計画的にかつ短期的には複製できないし、柔軟で適応効率的な制度であっても存続する保証もないとノースは論じた。

## 国際搾取理論
発展途上国は、先進国に搾取されているから経済的に貧しいのであり、この国家間の格差はますます広がっていくという従属理論も展開された。こうした国際搾取理論については、マルクス自身はこういっている。「リカードの理論でさえも、ある国の三労働日は他の国の一労働日と交換されうることを考察している。この場合には価値の法則は本質的な修正を受ける。そうでない場合には、一国の内部で、熟練した複雑な労働が未熟練で簡単な労働にたいしてどうであるかということも、違った国々の労働日が相互にどうであるかということも、同様であろう。このような場合には、より富んでいる国が、より貧乏な国を搾取することになり、それは、たとえあとのほうの国が交換によって利益を得るにしても、そうである」。
根岸隆は、ベーム=バベルクの搾取論批判を踏まえたうえで、国際貿易による富国による貧国の搾取については、国際貿易において商品の完全移動があると考えられるとしても、労働の完全移動は考えられず、労働の国際間移動が完全でなければ、異なる国の労働の量を比較しても意味がなく、経済学的には比較不能であると指摘する。この問題について、どの国においても、労働は、同じ賃金財の一定量を消費することにより再生産されるが、その賃金財の国際間を自由に移動可能であるので、労働そのものの国際間移動がなくても、各国の労働は同じ労働として比較できるとし、その場合、富国による貧国の搾取が成立すると考察した。
これについて野口旭は、新古典派経済学では国際貿易は二国の社会的無差別曲線と生産可能性曲線（代替曲線)とにより示されることを踏まえ、貧国は、貿易前の財の国内価格と貿易後の国際価格が異なり、社会的無差別曲線により示される貿易利益を得る。しかし、富国では貿易前の国内価格と貿易後の国際価格が同じであり、貿易があっても貿易利益はないのであり、富国が貧国を搾取しているとはいえないと批判がなされた。
これを受けて根岸は再考し、労働の投入、生産物の算出がそれぞれ同じ時点であっても、その間の生産期間の経過により、ベームバベルクの問題がやはり国際貿易においても存在し、マルクスの例における不等労働量交換は国際的搾取を意味しないと結論を変更した。すなわち、富国の１日分の労働を体化した商品と、貧国の3日分の労働を体化した商品が交換されるならば、生産期間に差がない場合は、富国の労働生産性は3倍で、賃金率に差がないのであるから、富国の粗利潤率（1＋利潤率)は貧国の3倍になる。生産物に体化され交換される労働は、投入後に生産期間だけの時間が経過しているから、時間の調整にベームバベルクのいう資本利子率（利潤率)を使用するならば、比較されるのは、富国の労働と貧国の労働ではなく、それぞれの労働に粗利潤を乗じたものでなくてはならない。富国は、粗利潤が貧国の3倍であるため、生産物に体化された富国の１日分の労働と、貧国の3日分の労働との交換は、不等労働量交換であっても、不等価交換ではなく、搾取とはいえない。
オットー・バウアーやH.グロスマンは、先進国は、後進国よりも資本の有機的構成（不変資本と可変資本の割合）が高く、利潤率均等化のために後進国で生産された剰余価値が先進国に移転されて搾取されると主張した。これに対しては、名和統一やポール・スウィージーが、この国際搾取理論では、労働と資本の国際移動の自由が仮定されていると指摘し、賃金財の国際移動の自由があれば、労働移動の自由を仮定することは必要なくなる。また、アルギリ・エマニュエルが指摘するように、資本の国際移動の自由の仮定は、むしろ現実的である。
根岸隆によれば、マルクス主義の国際搾取理論の問題点は、不変資本と可変資本の投入時点の違いを無視したマルクスの価値計算にあり、これを訂正すれば、搾取は存在しなくなる。ただし、根岸は、国際的搾取の存在を否定するわけでなく、マルクス主義の国際搾取理論を否定しているのであり、根岸自身は、マルクス主義の国際搾取理論とは異なる不等労働量交換による国際搾取を論じている
。
フランシス・フクヤマは、日本・大韓民国・中華民国・シンガポールは、積極的に先進国と交流し、奇跡とも言われる高度経済成長を達成した。発展途上国が発展途上国のままでいるのは、先進国に搾取されているからではなく、むしろ積極的に先進国と貿易や技術交流、相互投資を行わないからであるとの見解を出した。

## 計画経済への批判

### 概説
ソ連や中国では、中央計画経済による経済問題の解決が目指された。ドイツ社会民主党内閣の経済相ウィッセルが1919年に計画経済という言葉を最初に使ったが、一国の経済を、無政府的な市場経済でなく、組織的な計画によって運営すべきと考えたのはサン・シモンやマルクスであり、レーニンも「国家と革命」で行なった。
マルクスは、革命後の労働者の独裁体制で、社会主義へ移行し、その後共産主義へ移行したら、すべての市民による自発的な協力によって生産と分配が行われるようになると予告したものの、具体的な社会主義体制については書かなかったため、現実の経済を運営することになったロシアの革命家にとって、マルクスは役には立たなかった。
レーニンは、銀行、工場、鉄道、運河を国有化し、土地を貴族や地主から没収し、小農民の所有としたうえで、農場から食糧を徴発し、それを工場労働者に分配し、工場の生産物は、政府が管理した。しかし、1920年には工業生産は戦前の14%にまで落ち込み、農民は、受け取る工業製品が少なかったために徴発に従わなくなった。その結果、猛烈なインフレが発生し、ソビエト経済は半物々交換へと退化し、政府による経済運営は、破滅的な失敗に終わった。1921年にレーニンはネップ（新経済政策）を開始して市場経済へ回帰し、小売業や小規模工業での私的所有と私的経営を許可し、農場からの徴発も廃止され、農場は事業体となった。レーニンは、共産社会が実現した暁には国家経済の運営は極めて単純になり、郵便事業をモデルとした読み書きと四則演算ができる程度の人材であれば、誰でもその運営に携われるとしたが、実際には計画経済を立案・実施するためには、専門的な知識と技能をもったエリート集団が必要となり、庶民とはかけ離れた特権的官僚組織ノーメンクラトゥーラを生み出した。また、治安維持についても「泣いている子がいれば近所の人間が黙っていないように」社会が自発的に秩序を保つと予言したが、実際にソ連国家が生み出したのは秘密警察や強制収容所(ラーゲリ）での強制労働・組織的拷問などの歴史上まれに見る権力による暴力組織であった。
1929年の世界大恐慌で、資本主義の矛盾が証明されたかのように見える一方で、ソ連では景気変動も失業もないと宣伝し、ソ連の五カ年計画が世界的に注目された。スターリンは五か年計画で工業化に成功したものの、その実態は大規模なテロリズム、集団殺人と併行するものだった。1927年にスターリンが権力を掌握すると、土地の集団化、すなわち、土地の収奪を決定し、共産党員によって富農（クラーク）とみなされた推定500万人の人間が処刑され、または強制労働収容所に送られた。また、都市では、労働者は増大する作業を命令され、ストライキなどの抗議活動は禁止された。この強制的工業化は社会主義の永久の汚点であるが、大規模な工業化は社会を無理をして捻じ曲げることがわかった。スターリンの五カ年計画は工業生産を目標としたが、それ以外の要素は犠牲になり、設備機械輸入の代金支払いのためにウクライナで穀物を無理に徴発したことで、1932年-33年には大飢饉 (ホロドモール)が発生し、ウクライナだけで400万〜600万人が犠牲となった。政治学者ブレジンスキーは、スターリン時代の犠牲者数は、2000万人を下らず、4000万人に近いと見積もる。
また中華人民共和国でも1958年から大躍進政策が実施され、人工的な大飢饉によって推計5000万人が犠牲になった。アマルティア・センは、こうした共産主義国家における人工的な飢饉は政策によって回避できたと批判した。
ソ連型計画経済では、共産主義の第一段階を、社会全体を一つの事務所とひとつの工場とし、「事務所」が党による計画作成、その指令を受けて「工場」が生産する。しかし、国家と官僚組織でも、生産能力や資源・資材の状況、技術の水準、管理部門の経営、労働者の指揮、需要の状況などを工場ごとに中央省庁が把握することはできなかった。さらに何をどれだけ生産し、流通させるか、計画をたてればよいのか、どのようなデータにより計算すればよいのかについての理論らしい理論もなかった。計画のためのデータもないままで、商品の仕様も、商品の基本的な分類や標準化も不十分で、材料、部品の投入、生産と生産の間の相互の複雑な関係を計算するだけの手法も機構もなかった。
ソ連の計画経済の特徴は次の通りである。
1. 重要な経済活動の国家による独占。農業は例外
2. ヒエラルヒー秩序による組織統合。上層機関による利害調整
3. 指令と報告による管理形態の国家規模への拡張
4. 計画と統制のための計算体系

市場経済では需要と供給の交差点に、経済拡大のための努力を統合する繊細な計測器が開発されており、企業は、自社製品への需要の予想によって工場建設を決定する。これに対し、計画経済では、市場がなく、需要と供給のメカニズムは政府の命令によって提供され、当局は、全体的な目標を設定し、消費者に代わって、需要つまり商品への購入欲求を決定する。計画指令がなければ製品が生産・分配されることはないので、すべての財について生産計画が求められ、計画内の失敗は、全体計画の遂行を深刻に損なった。大戦後の復興には中央計画経済は機能したが、再建が一段落すると、当局の任務は、建設から調整へと変化し、この課題はますます困難なものとなっていった。
ソ連国家計画委員会 （ゴスプラン）は、まず5年分の消費と投資の成長率、他国との貿易収支、基礎研究の優先度を決定した（中期計画として投資計画の「五か年計画」)。さらに1年ごとの短期計画が、鉄鋼、鉄道、製材に関する省庁に送られた。経常計画は年次計画：日間、月間、四半期ごとの計画で、これらの短期計画は工場、企業連合、各省庁が担当した。省庁は、ゴスプラン計画を工場長や専門家などに委託し、工場長は、生産物の送り先や調達業務の指示を与えられ、また労働者の雇用や設備注文の許可を上層部へ申請した。需要の情報は、上から下への命令のなかで伝えられ、供給の制約の情報は、下から上へ戻り、それらすべてがゴスプランのコンピュータで大量に印刷された青写真の中で統合されたが、その作業は目が眩むほど複雑だった。しかも、分担制度によっては、計画間の不整合性を防げず、利害がからんだ組織間の対立が起きると、計画経済は自動的な調整機能をもたないために、解決が困難となった。つねに上層機関による利害調整が必要とされるため、時間がかかり、ヒエラルヒー秩序を強化しても、上層機関が下層機関をすべて把握できなかった。
ゴスプランでは2000種の生産物が区別され、国家資材機械補給委員会（ゴススナプ）では13000種が扱われたが、ソ連には1200万から2500万の品目が存在しており、生産物の指定は困難で、生産物の生産量は企業の裁量に任せられた。企業においても社長が全社員の行動をすべて管理できないようなことが国家全体という大規模で拡大発生した。共産党による計画では、企業取引についての原理的な検討や、指令のあいまいさ、包括性と下層機関の裁量の問題についての検討と対策は行われていなかった。
生産量を指標とし、報奨金制度も設置されたが、計画の達成度を測る基準は、ボトルネックと歪みを作り出した。鋼板の生産量は重さで測られたために、厚めの板ばかりが生産された。運送量も走行距離と運搬重量で測られたためにわざと遠周りすることもあった。布地工場における目標が、生地の長さが基準となれば、与えられた糸から最長の生地を作るためにできる限りゆるく縫うことになり、重さが基準になれば品質やデザインが犠牲になった。統制と報酬による刺激の体系は肥大化し、1953年には指標数は9490にも及び、最適な決定も、実行可能解を探すのも困難となった。このような不効率な体制によって経済は窒息していった。
ソ連では、社会主義経済のもとでは客観的経済法則は存在しないとされ、数理経済学はブルジョワ経済学とみなされ、スターリン時代には理論的分析を持たないまま、ヤマカンと手探りで進められた。レオニート・カントロヴィチの線型計画法、ネムチーノフ、ノヴォジーロフらは数理経済学に貢献したが、活用されなかった。スターリン批判以降の1965年にはアレクセイ・コスイギンとエフセイ・リーベルマンの改革が開始し、マルクス・レーニン主義で忌避されてきた「利潤」が再導入され、企業の義務指標は8つまで大幅に減らされた。
需給に関する全ての情報が効率的に集められない以上、効果的な計画経済は不可能であるとの指摘（経済計算論争）もある。現実に、道路建設・住宅建設・軍事産業・宇宙事業などの大規模な重厚長大産業では大きな効果を発揮したが、スピードと多様性が要求される情報産業やサービス産業には対応できず、民需品の品質は低いものが多かった。
とはいえ、ソ連は世界一の資源保有国であり、原油、石炭、鉄鉱石、マンガン鉱石、粗鋼、セメント、木材の生産で世界第一位、天然ガス、金、ダイヤモンド、銅鉱石、亜鉛鉱石の生産では世界第二位であり、ソ連はアメリカにつぐ世界第二の経済大国で、軍事費も米国と同等であった。ソ連の国土面積(2240万km²)は、世界の陸地面積の七分の一を占め、米国の三倍、中国の二倍以上を占め、ソ連の人口（1987年）2億8000万人も中国とインドにつぐ世界三位で、米国の2億4000万人を凌いだ。1960年代にソ連の成長率は、先進国よりも高かった。
しかし、ソ連は、人工衛星や戦闘機、戦車など軍事兵器の製造などの特殊な利害による分野では成功を示したが、他の分野では失敗した。西側の自由主義国では消費が年々増えるのに、ソ連では慢性的に消費財が不足していった。ソ連でも消費財は大量に生産されたが、品質がひどく、使えない靴や服の在庫が膨らんだ。鉄鋼の1人あたり生産量は一時は、米国の2倍となったが、浪費により慢性的な鉄鋼不足だった。米国やカナダでは、伐採された木材の95%が利用されたのに対して、ソ連では30%しか利用されず、供給不足だった。ブレジネフ時代には、工業部門で年次生産額が前年の計画を下回るようになり、世界第二位の工業国の地位から転落し、集団農場における非能率な生産によって食糧輸入国へ転化した。1960年代後半には、宇宙開発でもアメリカ合衆国の後塵を拝した。
1968年のプラハの春など東欧の民主化運動に対してレオニード・ブレジネフは軍隊で鎮圧し、国内でも引き締めを強化した。経済政策では分権化は忌避され、全国的なコンピュータ網による運営が構想され、OGAS（全国家経済計画、経営、会計のためのデータ収集、貯蔵、処理の全国家自動化システム）が推進された。しかし、1970年代末までに実現できたのは従来の計画策定作業の一部を情報システムに置き換えたことにすぎず、社会主義経済最適機能システム（SOFE）では中央省庁と企業間でコンピュータを駆使して計画を自動化することが提案されたが、これもほとんど実現できなかった。コンピュータシステムの不十分さのほか、統一分類体系などの制度上の不整備なども原因であった。
ロシア革命初期には経済運営にも活力があったが、それに続いたのは惰性であり、その後は官僚制の徹底した混乱が生じ、最後には破滅的になった。
ゴルバチョフは、資本主義諸国における先端技術と省エネルギー・原料節約を基盤とする構造改革にソ連は気づくのが遅れたと認めた。ゴルバチョフによる改革で、コントロールが解除され、市場機構が導入されると、経済の動脈硬化が危機的なものとなった。工場間の財の分配はますます困難になり、生産は急速に25%以上も減少し、都市では、食糧不足が起こり、闇市場だけが唯一の成長分野となった。ソビエト共産党はソビエト体制の不合理性を認め、政治・経済の自由化を推し進めた結果、1991年に解散した。
こうして、ソ連、東欧の共産主義・社会主義体制は崩壊した。また、台湾、韓国、香港、シンガポール、メキシコ、インド、ブラジルその他の第三世界諸国もすでに資本主義体制に加わっていた。

### 論説
マックス・ヴェーバーは、近代産業社会において官僚制化の過程が浸透すれば、新たな隷従をうむと診断しており、これはマルクスとも共通していたとも指摘されているが、生産手段の国有化は労働者の状態を悪化させるし、資本主義には欠陥もあるが、社会主義的な国家統制型の経済秩序よりもましであって、計画経済よりも交換経済の方がよいと批判した。1918年講演「社会主義」では、生産手段の社会化によって階級闘争が終止符を打つことは決してない、と批判した。
ペレストロイカ時代の1987年にソ連の経済学者N.P.シュメリエフは、ソ連経済はあまりに長い間、法令によって支配されてきたが、行政による企業運営では、産出改善や生産効率の上昇に関わることができず、計画担当者は製造の工程を極度の用心深さで見守るだけで、「何もかもが政府部局の泥でつまった官僚的沼地にはまりこんでしまって」いると、国営事業体の独占的傾向を批判した。また、ソ連では西側でいう失業者はいないが、「仕事が保証されているというわれわれの寄生的信頼感」は害毒であり、「無秩序、酒びたり、および粗悪な仕事ぶりは、過度に全部的な雇用の保証のおかげである」とし、選択と競争こそが経済の客観的条件であり、独占は不可避的に停滞を招くと主張した。
ロバート・ハイルブローナーとウィリアム・ミルバーグは、計画経済に基づく社会主義は、低開発国において農村社会が近代的な工業化社会へ転換する場合は、ある程度有効であるかもしれないが、工業化の達成後には、望ましい結果をもたらさないということがソ連の経験の教訓であるとする。中央計画では、複雑な経済を十分に機能させ、消費者ニーズの充足に適合させることは非常に困難であり、独裁社会では企業家精神は育たないし、官僚制の惰性と画一的政治は、経済のダイナミズムに対する致命的な障害となる。これに対して現代の資本主義では、退職年金、失業保険、健康保険などの社会保障制度も整備され、かつて悲観的に見られていたものとはまったく別の体制になっている。資本主義には問題がないというわけではないが、もはや資本主義か社会主義かの選択ではなく、最もうまく機能するのはどの種類の資本主義かという選択になっており、資本主義は、不可欠の経済的原動力となっているとする。
複雑系経済学の塩沢由典によれば、ソ連の計画経済の破綻は、複雑さの問題を軽視したことにあるが、これは資本主義社会における経済政策にとっての教訓ともなる。
政治社会学者のG.W.ドムホフによれば、計画経済がソ連をはじめ多くの社会主義国家で失敗した理由には、複雑な経済を運営するために必要な情報の範囲が、計画官僚にとって大きすぎること、原材料の入手可能性の変化や消費者の嗜好の変化に対処するのに十分な情報を一括して分析する能力を持っている機関が実現できないことがある。その結果、計画担当者は、ノルマを達成するために手抜きをし始め、官僚機構の潜在的な問題が発生していく。上層部が権力を掌握すると、能力を考慮せずに友人や親戚を責任ある地位に配置したり、重要な情報を提出しなかったり、幹部の個人的な利益のためにリソースを搾取したりするなど、組織腐敗が続き、士気も動機づけも低下し、非効率な経済体系となる。ドムホフは、非市場計画は、社会主義だけでなく、民主主義社会においても機能せず、国家規模の複雑な経済では機能しないことが歴史的に証明されたという。
心理学者・啓蒙思想家のスティーブン・ピンカーは、マルクス主義を擁護する人は、自分が北朝鮮よりも韓国に、また、かつての東ドイツよりも西ドイツに住みたいと思う理由を説明する義務があるにもかかわらず、それをせずに、現実の歴史を無視していると批判する。また、歴史上もっとも環境を汚染したのは資本主義国家ではなく共産主義国家だったともいう。毛沢東は大製鉄・製鋼運動で、原始的な溶鉱炉で重工業化を目指したが、鉄としては使い物にならなかっただけでなく、経済生産高に比した二酸化炭素排出量が史上最大だった。2019年でも中国の二酸化炭素排出量は世界最大である。
ピンカーは、知識人がマルクス主義を好むのは、計画経済では知識人がトップダウンで指導する体制であるためで、実際にマルクス主義国家は、知識人を政府に招いて地位を与えることで誘惑してきた。これに対して、市場経済では、無数の人々の意思決定からボトムアップで富が生産されていくため、知識人が経済を操作する余地がなく、特別な役割もほとんどない。無数の人々が「価格」というかたちで情報を伝達することで自生的秩序が登場するという「見えざる手」よりも、「階級闘争」や「政府による計画」といった解決策のほうが知識人にとっては理解しやすいとピンカーはいう。

## マルクス経済学の方法に関する批判
S.ビヒラーとJ.ニッツァンは、労働価値説の実証を目的とした研究は、労働価値の総計を複数の経済部門の価格総計と比較して強い相関関係があると主張するが、しかし各経済部門の価格と労働価値の相関関係は実際には小さく、したがって、こうした研究は統計学的な誇張であり、方法論的な誤りを犯していると指摘する。また、ビヒラーとニッツァンは、抽象的な労働を測定する定量的研究は困難であるために、研究者は仮説の構築に専念するが、命題の証明においてその命題を仮定した議論を用いたり、証明すべき結論を前提としたりするなどの循環論法が含まれることが多いと批判する。
経済的不平等の専門的な経済学者トマ・ピケティは『21世紀の資本』(2013年)で、マルクスは資本が蓄積して少数者の手に集中する結果として資本主義は破滅すると予言したが、実際の経済統計によれば、19世紀末には賃金が上昇しはじめ、労働者の購買力も改善されたことで状況は激変したし、共産主義革命は西欧の最後進国であったロシアで起こり、ほとんどの西欧の先進国は他の社会民主主義的な方向性へ向かい、マルクスの予言は実現しなかったと指摘する。また、マルクスは持続的な技術進歩と生産性の上昇の可能性を無視しただけでなく、芝居がかった形で統計を使用し、データと自分の理論との関係をはっきりとは示さないままであったし、自分の予言を改善させるために必要な統計データを持っていなかった。マルクスは1848年の共産党宣言で結論をあらかじめ決めており、その結論を正当化するように分析を進めたために拙速な断言を繰り返し、さらに資本の私的所有権が完全に廃止された社会、民間資本が完全に廃止された社会が、いかに政治的経済的にまとめられるのかをほとんど考えなかったとピケティは批判する。ただし、マルクスの分析には重要な洞察も含まれているともピケティはいう。経済学者は政治的信念を守ろうとしてデータを無視することがあるが、マルクス経済学者も、資本のシェアが増加する一方で賃金は伸び悩んでいると示したがり、データの歪曲も厭わなかったし、ロシア革命から冷戦時代における共産主義と資本主義の二極対立は、資本と格差の研究を不毛なものにしてしまい、サルトル、アルチュセール、アラン・バディウらは自分がいかに熱心なマルクス主義者であるかを述べるが、この人々は、資本や格差の問題にはたいして興味がなく、まったく違った性質の闘争の口実に使っているだけだったと批判した。

## 転形問題
労働価値説と市場価格との調和の問題について、マルクスは、商品の価格、および労賃（労働力の価格）は、その生産に必要な労働時間によって決定されるとし、市場における供給と需要による価格決定は外見にすぎず、その背後に真の価値決定が控えているとみなし、これは価値の価格への転形問題とよばれる。マルクスの労働価値説によれば、労働集約型の産業は、労働力の少ない産業よりも高い利益率を持つはずであるが、これは経験的にも理論的にも誤りであり、マルクスは、実際の経済生活では価格は価値と体系的に異なると主張したのであった。
マルクスは、利潤率は、資本の有機的構成と剰余価値率に規定されるとみなした。そのために、有機的構成が全体平均と異なる特別な経済部門では、商品は市場価格で価値よりも高く、あるいは安く売られる。このような資本の支出と平均利潤率の総計を生産価格とした。さらに、マルクスは、剰余価値率はすべての経済部門において等しく、所与の労働量は一定量の利潤を生み出すと仮定し、利潤率は不変資本が最小の時に最大になる、すなわち、機械化された織物工場よりも、機械化されていない仕立て業の作業場の方が利潤が多いとした。マルクスによる転形問題への解決とは、利潤の少ない経済部門から、利潤のあがる経済部門へと資金を移すことで利潤率を均等化するよう資本家に要求するものであったが、これは機械化された経済部門から、機械化されていない経済部門への移転を意味していた。しかし、機械化された部門がより高い剰余価値を有しているとすれば、それは機械化されていない部門以上に利潤を上げることができることとなり、利潤率低下の法則を根底から危うくするもので、マルクスの説明には矛盾があった。
ラディスラウ・ボルトキエビッチは1907年の論文で、マルクスの生産価格論に関して、価値の生産価格への転形について数学的に批判的に検討した。また、スラッファらは転形問題について数学的公式を発案した。スラッファの後継者であるパシネッティらの新リカード派は、マルクスの解決策には形式上の誤りがあるとする。転形問題には、洗練された議論があるが、2012年でも、マルクス理論がどの程度救済されるかについては依然として議論が続いている。
政治哲学者ニール・スコット・アーノルドや政治哲学者アレン・ブキャナンは、マルクスの利潤率分析では、労働集約的な産業は、恒常的な資本に大きく依存する産業よりも利潤が高いとされるが、しかし，この結論は明らかに経験的に誤っており、さらに産業間の利潤率を等しくするように投資が調整される経済競争というマルクスの仮定と相容れないと指摘している。マルクスとエンゲルスもこの事実を認識しており、『資本論』第3巻において、価値と価格が等価であるという第1巻の仮定を取り下げ、その代わりに、価値が何らかの複雑な過程を経て価格に変化すると主張した。しかし、この「転形問題」に対するマルクスの試みが成功したかどうかについては、大きな論争がある。

## 利潤率の傾向的低下の法則への批判
マルクスの利潤率の傾向的低下の法則にも批判がなされている。マルクスは資本の有機的構成の高まりによって利潤率が低下するとみた。いま不変資本をC 、可変資本をV 、剰余価値をSとすれば、利潤率r は、
{\displaystyle r={S}{\big /}{(C+V)}={(S/V)}{\big /}{[(C/V)+1]}}
となる。つまり、剰余価値率S /V が一定で、技術進歩により、資本の有機的構成C /V が上昇すると、利潤率r は低下するとされる。
しかし、ボルトキエビッチ、ポール・スウィージーやジョーン・ロビンソンは、有機的構成の上昇は、労働の生産性を高め、剰余価値率を大きくするため、利潤率は低下するとは限らないと批判した。
さらに、マルクスとワルラスの経済理論の総合を試みた柴田敬は『理論経済学』(1935年)において、生産価格体系で考察し、資本家が生産費、生産物価格を低下させるような新技術を導入する限り、平均利潤率は必ず上昇することを証明した。平均利潤率を{\displaystyle i}、 労働者のみが需要する消費手段の価格を{\displaystyle p}、生産手段の価格を{\displaystyle k} 、消費手段および生産手段生産における生産手段と労働の生産係数（投入係数）をそれぞれ{\displaystyle (2/3),(1/30)}とし、実質賃金を消費手段5単位と仮定すれば、
(1) {\displaystyle p=[(2/3)k+(1/30)5p](1+i)}
(2) {\displaystyle k=[(2/3)k+(1/30)5p](1+i)}
となり、解は p = k =1, i = 20% となる。つぎに、生産係数が(401/601)、(199/6010)に変化したとすれば、
(3) {\displaystyle p=[(401/601)k+(199/6010)5p](1+i)}
(4) {\displaystyle k=[(401/601)k+(199/6010)5p](1+i)}
のように、 {\displaystyle p=k=0.999933444,i=20.07992\%} となり、資本の価格組成が高級化しながら利潤率が高くなる。
根岸隆はこれを一般化する。第1財である賃金財をニュメレール(価値尺度財)として、その価格を1とし、第2財である生産財の価格を{\displaystyle p}とする。第 {\displaystyle i} 財 {\displaystyle (i=1,2)}の生産に単位あたり{\displaystyle ai1}の生産財が投入されるとする。さらに、労働力の再生産に必要な賃金財の量を{\displaystyle 1}とし、第 {\displaystyle i}財の生産には単位あたり{\displaystyle ai2}の労働の投入が必要とする。価格{\displaystyle p}と利潤率{\displaystyle r}は、
(5) {\displaystyle 1=(1+r)(a11p+a12)}
(6) {\displaystyle p=(1+r)(a21p+a22)}
から決定される。
次に、賃金財生産に新技術が採用され、投入係数が{\displaystyle a11',a12'}に変化するとすれば、
(7) {\displaystyle a11'p+a12'<a11p+a12}
となる。したがって、新技術投入後の価格{\displaystyle p'}と利潤率{\displaystyle r'}は、
(8) {\displaystyle 1=(1+r')(a11'p'+a12')}
(9) {\displaystyle p'=(1+r')(a21p'+a22)}
により決定される。
(6)と(9)を比較すると、
(10) {\displaystyle p[1/(1+r)-a21]=p'[1/(1+r')-a21]}
となり、{\displaystyle r'>r}ならば、{\displaystyle p'>p} であり、{\displaystyle r'<r} ならば、{\displaystyle p'<p} と、利潤率と技術不変の生産財の価格とは同方向に動く。
次に、(5)と(8)を比較して(7)を考慮すると、
{\displaystyle (11)(1+r)(a11'p+a12')<(1+r')(a11'p'+a12')}
となるから、もし{\displaystyle r'<r} ならば、{\displaystyle p'>p} と、利潤率と価格が逆方向に動かなければならないが、それは(10)と矛盾する。したがって、{\displaystyle r'>r} でなければならない。
こうして、生産財の生産部門に生産費を低下させるような新技術が導入される場合でも同様に利潤率が上昇する。また置塩信雄は、n部門でも同様であることを証明したので、ここに生産費を低下させる技術の導入は、マルクスの期待（利潤率低下の法則）に反して、利潤率をかならず上昇させることが明らかになった。柴田の発見は、置塩によって一般化され、シバタ・オキシオの定理と称される。
マルクス経済学者の置塩信雄は1961年に、資本家がコストカットの技術を追求したり、実際の賃金が上がらなければ、利潤率は低下しない（必ず上がる)ことを証明した。置塩の定理では、実質賃金率が上昇すると、既存の技術の内部でどのような技術を選んでも均等利潤率は低下すること、資本家が新技術を導入し、実質賃金率が不変にとどまるならば，均等利潤率は不変にとどまるか下落すること、それゆえ、実質賃金率の傾向的な上昇を前提しない限り、資本家による自発的な技術選択の下では、利潤率の傾向的低下は生じないことが論証された。マルクスを基本的に擁護しながら別の理論を構築した置塩は、個別主体の行動の分析に重きを置いていないことをマルクス経済学の弱点のひとつとみなした。
根岸隆は、マルクスはワルラスのような完全競争ではなく、寡占や独占的競争の経済を想定していたが、そこにおいても、需要の変化を考慮しなければならず、利潤率低下法則の問題はまだ未解決であるという。一方で根岸は、マルクスの主張するように生産費を低下させるような技術進歩のために利潤率が低下するならば、やがて利潤は消滅し、資本主義も終わりを迎えると心配されているが、利潤率が技術進歩のために低下するとしても、技術進歩によって創設される利潤が期待できるので、そのような心配は杞憂であるとする。シュンペーターがイノベーション理論で述べたように、利潤とは、既存の産業の生産費用節減でなく、革新的な企業の新しい技術によって生み出されるものであるからだと根岸はいう。
1970年代以降は、マルクス経済学内部でも意見は不一致となることが顕著になった。イアン・スティードマンは、物量が利潤率（したがって生産価値）を決定し、価値の水準はせいぜい利潤率（と生産価値）の決定において余剰なので、マルクスの価値理論は放棄されるべきだと論じた。
マルクスは、資本の有機的構成について、新技術の導入によって従来より短い労働時間の産物を従来の価値で売ることができるので、資本家は通常の剰余価値を上回る特別剰余価値を獲得するが、新技術が普及すれば、価値はふたたび労働時間どおりに計算され、特別剰余価値は消滅し、個別資本の行動は、利潤獲得を目指しながらも長期的には利潤率を低める、と主張した。しかし、三土修平によれば、マルクスも反対に作用する諸要因を認めているように、新技術導入の総合効果は先験的に断定できない。新技術導入の誘因は、消費財部門にも生産材部門にも均等に存在し、不変資本も可変資本も価値で測られ、有機的構成も「価値分の価値」で測られるので、新技術が、前より多くの資本財を用いているとしても、それがただちに有機的構成の高度化とはいえず、新技術が労働節約的であることだけで、資本の有機的構成C /Vが上昇するかは判定できないと三土は指摘する。
利潤率の傾向的低下の法則は、アダム・スミス、リカード、ミルらによっても主張されていたもので、利潤率が低下すると新たな投資にはもはや利潤がなくなるため、経済が発展をやめる定常状態に帰着するとみなされた。これはリカードにとっては悪夢であったが、ミルにとってはユートピア的な予測となり、マルクスはこれにもとづき、労働者の反乱による資本主義の終焉を予言した。歴史学者スパーバーによれば、結局、利潤率の傾向的低下を証明するものは何も発見されなかったし、利潤率低下の法則についてマルクスはスミス以来の公理を繰り返しただけで、新たな考えを発展させてはいない。

## 窮乏化法則への批判
ジョーン・ロビンソンは、20世紀には労働者の生活水準が上昇し、郊外に住宅を所有し、自動車も持つようになった事実から、「“郊外の住宅と乗用車以外に失う何ものもない”などというのでは、革命運動のスローガンとはなりえなかっただろう」と述べ、労働者の窮乏化原則は、世界の終わりが来るといったキリストの信念と同様にマルクスの教義の中心的な位置にあるが、間違った予測であったと批判した。
宇野弘蔵は『資本論と社会主義』(1958)で、マルクスの資本主義崩壊論で説かれる歴史的必然性は、具体的なものでなく、資本主義はそのままではやってゆけない歴史的段階にすぎないということを言ったものであるとし、窮乏化法則や資本主義崩壊論を純粋資本主義社会の法則としては議論できないものとして理論から排除した。なお、宇野弘蔵は自分をマルクス主義者とも社会主義者とも考えたことはないと述べている。
ポール・サミュエルソンも1900年頃には熱烈なマルクス主義者でさえもが、西欧での実質賃金が上昇しつつあったことに直面せざるをえなかったと指摘する。
三土修平は、賃金が長期的には生存費の水準に押しとどめられるという窮乏化法則について、マルクスは剰余価値率を一定と仮定しているが、新技術の導入で生産性が上昇するならば、生存費水準に相当する一定量の消費財を生産する投下労働量を下げ、また、労働力の価値を引き下げ、可変資本v＋剰余価値m(=商品の価値）におけるvの割合を減少させることを通じて、剰余価値率を高めることになるので、剰余価値率を一定と仮定するのは矛盾していると批判する。

## マルクス経済学者・マルクス主義者による批判
マルクス経済学者・マルクス主義者によるマルクス経済学への批判も蓄積されている。マルクス主義者は、マルクス理論の現実妥当性を問うという手法でマルクス経済学を批判してきた。
マルクスは、過去の経済学者は、資本主義がいかに利益を上げているかを説明できなかったが、これは搾取理論で解答できると主張する。資本家は労働者の労働力を購入する。商品のコストは、それを生産するために必要な社会的に必要な労働力の量で決定される。労働者が生き続けるために必要な労働（必要労働）を超えて行う剰余労働は、資本家のための剰余価値が生み出され、これがすべての利益の源となる。産業が機械化され、不変資本(工場設備・工作機械や原材料の購買にあてられた資本）と可変資本(労働力購買にあてられた資本を)が使用されるほど、利益率は低下する、つまり利益率は時間とともに低下するとマルクスは資本論第3巻で予測し、これが資本主義の崩壊につながる要因とされる。 しかし、マルクス経済学者のポール・スウィージーは『資本主義発展の理論』(1942年)においてこのマルクスの分析には問題があると批判した。また、スウィージーはマルクスが商品価値を生産価値に変換させたのは不満足なものであったと結論づけた。資本主義での独占化の増大について考察した著書でスウィージーとポール・A・バランは、マルクス主義の社会科学における停滞は、資本主義の最終的な分析において競争経済を仮定していることによるとも指摘する。
グラムシ、アドルノ、アルチュセールらの西欧マルクス主義者は、ソ連や東ヨーロッパにおけるソビエト・マルクス主義の抑圧的な官僚制下では、党の解釈から独立したマルクス研究が弾圧されていることを批判した。

### 分析的マルクス主義その他の批判
分析的マルクス主義の哲学者G. A.コーエンは1978年の著書で、マルクスが生産力を重視する一方で、生産力の発展を説明するときに経済構造を優先させることには矛盾があると指摘する。たとえば、『共産党宣言』では「ブルジョアジーは、生産手段を絶えず革新することなしには存在できない」とあるが、これは生産力の発展をもたらす経済構造（資本主義）に説明上の優位性を与えている。しかしコーエンは、この矛盾は、次の「機能的説明」によって克服できるという。資本主義の経済構造は生産力を発展させる。これが資本主義の存在理由である。もし資本主義が生産力を発展させることができなければ、資本主義は消滅してしまう。マルクスは、経済構造が生産力を束縛し、発展させることができないとき、革命が起こり、時代が変わると主張している。
しかし、マルクスの歴史の一般理論は、コーエンが主張するよりも柔軟であり、確定的なものではなかったとミラーはいう。また、セイヤーズは、コーエンの弁証法的推論を否定する解釈は間違っていると批判する。
また、コーエンは、マルクスの搾取論は、労働価値説から独立しているだけでなく、それと相容れないと主張し、搾取の問題は、資本家が労働によって生み出された価値の全体ではなく、その価値の一部を収奪することにあり、労働は価値を生み出さないかもしれないが、価値を持つものを生み出すのは労働だけであると論じた。
政治哲学者ツヴォリンスキーとウェートハイマーは、コーエンの説明でも、搾取が必ずしも剰余価値の強制的移転を伴うかどうかが不明確であると批判した。マルクスは、労働者が資本家のために働かざるを得ないのは、餓死しか選択肢がないからだとしたが、政府が、十分なセーフティーネットを提供したとしても、労働者は、強制労働でなくとも、不当な賃金を支払わされることによって搾取される可能性がある。また、剰余価値の強制移転を伴うすべてのケースが、必ずしも搾取的であるとも限らない。例えば、政府による課税が搾取的であるとしても、税収を社会福祉に充てた場合でも搾取とよぶべきだろうかと批判した。
分析的マルクス主義者のヤン・エルスターは、ある経済構造が生産力を発展させている間だけ存続するという前提はおかしいとコーエンを批判する。エルスターは、マルクスは生産力を最大限発展させるという目的を持って歴史を導く指導者が最善の経済構造を選択するという形而上学的な仮定をしていないが、誰のものでもない歴史の目的に訴えることを批判する。歴史の目的に訴えることについては、シモーヌ・ヴェイユも批判している。「ヘーゲルは、宇宙には隠された精神が働いており、人間の歴史はこの世界精神の歴史であり、それは精神的なものすべてと同様に、完成に向かって無限に傾いていると信じていた。マルクスは、ヘーゲル弁証法を逆さまだと非難し、世界精神に代えて物質を歴史の原動力として置き換えた。精神の本質は、善への絶え間ない願望とにあるが、マルクスはこのような精神の本質を物質に見出したように歴史をみなした」とヴェイユはいう。
また、コーエンは、人間の本質を生産的な存在と論じたマルクスの生産重視の姿勢は、人間の他の本質を無視した一面的な見解であるとも批判した。
分析的マルクス主義のジョン・ローマーは1981年の著書で、企業の革新によって利潤率は上昇し、利潤率低下の法則に希望はないと批判した。
また、分析的マルクス主義について青木孝平は、リベラリズムの倫理的個人主義と同じであると批判した。
マルクス主義者M・リュベルは1987年に、また、市場経済による価格決定を取り入れる市場社会主義者のジュリアン・ルグランとソール・エストリンは1989年に、1968年のポーランド危機でイギリスに亡命した経済学者ヴロジメエルス・ブルスとポスト・ケインズ派経済学者カジミエルス・ラスキは1989年にで、マルクスや社会主義的国有化政策は市場経済の役割を理解していないと批判した。
時間的単一体系解釈(TSSI)の提唱者アンドリュー・クリマンは、マルクスの矛盾は時間的単一体系とみなされた誤解による結果だったとし、マルクスの価値説の内部矛盾は必然的にその説の過誤を意味するが、過誤は修正すべきであるし、または棄却すべきであるとした。
マルクス経済学者デビッド・ライブマンも、マルクスにおける理論の展開には矛盾があると批判し、マルクスが資本論で述べた政治経済批判は修正されるべきだと論じた。
他方、コーエン、J.ウルフ、N.ヴルサリスらは、労働価値説とは無関係に、マルクス主義の搾取理論は成立するという。また、ローマーは、搾取は商品と労働の不平等な交換として定義されるとする。労働者が収入で購入できる商品に具体化された労働の量が、その収入を得るために費やした労働の量よりも少ない場合、交換は不平等である。たとえば、8時間の労働で稼いだ賃金で、4時間で作られたコートを購入すると、8時間の労働を他人の4時間の労働と交換したことになり、搾取されていることになる。

## 哲学からのマルクス経済学批判
社会思想家ジョルジュ・ソレルは、 マルクスの価値と剰余価値の理論は、遠く離れた時代の経済についての単純な考察に帰せられ、いまや純粋経済学とってかわられるだろうと批判した。
哲学者ベネデット・クローチェは、マルクスによる資本制下の労働分析を認めながら、マルクス経済学は一般的な経済学ではなく、労働価値説も価値の一般理論ではないと批判した。
哲学者のラッセルは、『自由と組織』(1934)で、マルクスは、生産方法は経済的状況によって変化すると考えるが、これは非歴史的な見解であると批判する。生産方法は、科学的な発見や発明などの知的原因によって変化し、科学の発達は現代産業を導いたが、こうした知的な因果関係をマルクスは理解していないがために、生産方法の変化の理由について説明できていないとラッセルは批判する。
マルクスの理論は、トマス・ロバート・マルサスの人口理論から出てきているとラッセルはいう。マルサスは、20年ごとに二倍と増大していく人口を抑制するためには、貧困が過剰人口への予防策となると論じ、ゴッドウィンやオウエンらが主張する万人平等の社会においては、すべての人々が最下級の生活に陥ることになるし、貧乏人を金持ちにすることはできるが、貧乏そのものを阻止することは不可能であると批判した。マルサスは、賃金労働者間にはつねに競争が存在するがゆえに、商品や労働の価値は、生産原価によって計算されねばならず、競争制度のもとでは、賃金の水準は労働者の家族の生活必需品をまかなう水準以上となならないという。マルクスは、共産主義的なユートピアを不可能なものにしてしまうマルサス理論を拒否したが、合理的な反論を展開せず、賃金が競争制度のもとでは最低限度の生活維持の水準にとどまるという法則を疑いもなく受けいれているとラッセルは指摘する。また、現代においてサラリーマン（月給取りの労働者）は、かつて雇用主が行っていた経営を行う場合もあれば、技術的科学的な専門的な業務を行う場合もあり、賃金労働者よりも特権的な地位を持っているが、マルクスの資本家と労働者の分類では、中間階級を扱えないとラッセルは批判する。
マルクスの学説が宗教的な畏敬の対象として扱われば、不幸な結果を生じることとなるが、マルクスの学説には誤りもあり、校訂の必要があるものとして扱うことができれば、マルクスは依然として重要な学説となるだろうともラッセルはいう。
哲学者のカール・ポパーは、マルクス主義は「資本主義」をあらゆる人間を奴隷にしてしまう「最も恐ろしく逃れられない帰結を有する経済メカニズム」と解釈したが、このような「資本主義」は存在しない単なる妄想であると批判する。マルクス主義を掲げた政党は、この妄想された社会システムを抹殺することを主要課題とし、実際にソ連は西側諸国との核兵器軍備拡張競争に熱中し、敗北したが、こうしたことは「資本主義の地獄という存在しないものを一掃するということがマルクス主義の課題であったから生じたこと」で、「マルクス主義は知的なブラックホールへと、虚構の絶対零度へと落ち込んでしまった」とポパーはいう。
政治哲学者ロバート・ノージックは『アナーキー・国家・ユートピア――国家の正当性とその限界』(1974年)で、マルクスの搾取理論は、労働価値説と剰余価値理論、つまり、商品の価値は社会的に必要とされた労働量に比例するという理論に基づいているが、搾取という基本的なアイデアは価値理論にそれほど依存すべきなのか、その場合、労働価値説に誤りがあるならば搾取理論も崩壊することになると異議を提起した。
政治哲学者ロバート・ポール・ウォルフは、マルクスの労働への注目は全く恣意的であって、労働の代わりにどんな商品でも、形式的に同一の価値論が構築されうる、例えばトウモロコシ価値論は、労働価値論と同様に正当であり、同様に役立たないと批判する。
政治哲学者ジョン・ロールズは、労働価値説は成功していないし、不十分であり、マルクスの見解は、労働価値説を使わない方がもっとうまく述べられるとして、スティーブン・マーグリンの見解を受け入れる。
政治哲学者ニール・スコット・アーノルドは、マルクスはポスト資本主義社会の制度下で搾取や疎外は廃絶されると主張するが、廃絶されることはなく、またマルクスの中心計画も実現されないのであり、マルクス主義は実践上は欠陥があるが理論は有効だとよく言われるが、理論上も欠陥を抱えていると批判した。
政治学者ウィリアム・クレア・ロバーツは、基本的に『資本論』は、経済学というよりも政治理論の著作であると2017年の著書で指摘する。
政治哲学者マット・ツヴォリンスキーと政治学者A.ウェートハイマーは、労働価値論は克服できない多くの困難を抱えており、1870年代の限界革命の後、経済学者によってほとんど放棄されたという。最大の困難として、ある労働は熟練し、ある労働は未熟練であり、前者を後者に還元して、商品の価値を測定する単一の基準を確立する方法はなく、こうして労働が不均質であることに起因する。さらに、労働価値説は、土地や原材料など、人間の労働によって生産されない商品の価値を説明できない。さらに致命的なことは、労働が剰余価値を生み出す唯一の力を持っているというマルクスの仮定に根拠が提示されていないことである。
哲学者ウルフとレオポルドは、労働だけが余剰価値を生み出すことができるというマルクスの主張を裏付ける分析はいまだ行われていないが、労働が価値を創造し、利益は搾取の結果であるという主張は、立証が難しくても、直感的な説得力を持っていると指摘する。

## 日本
日本では、戦前はマルクス学派が主流だった。経済学者高田保馬は『マルクス価値論の価値論』(1930年)や『マルクス経済学論評』(改造社，1934年)、「マルクス批判」昭和30(1955)などで、たびたびマルクス経済学を批判した。また経済学者小泉信三は『マルクス死後五十年』(昭和8、1933年)などでマルクス主義批判を行ない、マルクスは『資本論』の中で、商品過剰と労働者過剰による資本主義の没落を説いたが、これはただの景気循環の問題に過ぎず、資本主義の本質的な没落を招く欠陥ではないとし、ケインズが主張したように財政出動による公共事業の失業対策で対処可能で、あくまでも商品価格は需給関係によって成立するのであり、労働価値説は誤りだと批判した。
戦後日本は、大河内一男が1947年に近代経済学とマルクス経済学は、それぞれ物的な地盤が対立関係にあるもので、妥協は不可能であると主張し、マルクス主義法学者の風早八十二は近代経済学はブルジョワジー、金利生活者、金融独占資本家の理論的武器であり、資本主義を永久不変のものとすると批判した。これに対して安井琢磨は、近代経済学は、マルクスの労働価値説を含む機能分析にくみし得ないし、マルクスの価値ー貨幣ー価格系列の理論に意義がないことに疑問の余地はないと反論した。
今井賢一、宇沢弘文、小宮隆太郎、根岸隆、村上泰亮らは、近代経済学の立場からマルクス経済学を1971年の共著で批判する。彼らによれば、近代経済学が価格機構のもとでの経済行動の分析、資源配分と所得分配の問題を明らかにしようとするものであるのに対して、マルクス経済学は、資本主義の法則、および、その内包する矛盾のために次の社会主義体制へといかに変遷するかを研究する。しかし、マルクス経済学は、仮説を実証し、実証に基づいて理論を改善していく循環構造をもっておらず、科学的方法を用いた実証科学とはいえない。マルクス経済学の業績は、経済問題についての問題提起か、一定の視点からの歴史記述か、立証されていない信念の表明、また、イデオロギーを異にする他人への非難によって占められる。つまり、マルクス経済学は、哲学、歴史哲学、世界観、イデオロギーを含む壮大な思想体系であって、人々に行動の指針を与えるが、厳密な意味での科学理論ではない。科学理論では、研究対象や仮説の選択でイデオロギーや価値判断などから影響を受けることがあるにしても、それ以後の演繹、検証、理論モデルの改善においてはイデオロギーから自由でなければならない。しかし、マルクス経済学は、自分自身がイデオロギーから自由でなければならないとは考えない。ここに科学と思想の相違があらわれていると同書で批判された。
資本主義による成長優先政策を批判したことでも知られる経済学者宇沢弘文は、ソ連型の社会主義社会は、うらやむべき体制ではないし、米ソを比較した場合、アメリカ経済の方が全体としてはうまくいっているとし、資本主義社会には内在的な不平等化傾向があり、所得分配の不平等の激化によって大衆の反抗を招き、革命によって社会主義へと移行するというマルクスのシナリオには疑問があるし、検証することができない種のものだと批判している。また、第二次世界大戦直後の時代において社会主義は、資本主義の欠陥を克服する理想的な制度とみなされたが、特にソ連と東欧の対立によってそのような考えは修正を迫られたとする。1956年のハンガリー侵攻（反スターリニズムの動乱に対するソ連の軍事介入）、1968年のチェコスロバキア事件、1980年代のポーランド問題などにみられるように、ソ連は、世界的な統一的社会主義を形成し、ソ連による支配を実現しようとして、東欧諸国のヘゲモニーをとり、その方向づけを強制し、軍事的、経済的な面だけでなく、司法、電力、水道、教育などにおいても東欧諸国はソ連に対して従属関係に置かれたが、これは社会主義建設の理念のもとの「全人民国家」によって正当化されてきた。
さらに宇沢は、ハーヴィッチがインセンティブ・コンパティビリティ (Incentive compatibility) (誘因両立性)の条件を満たすようなマクロ経済計画は一般に不可能であることを証明したことを紹介して、この証明は限定的で、現実の社会主義の問題に直接適用できないが、社会主義に抱きがちな幻想の非論理性を的確に指摘したものとする。社会主義的な人間像では、資本主義から社会主義へ移行すれば、自己利益を追求する資本主義的人間から、人格的完成度を持つ社会主義的人間へと変貌していくとされる。しかし、社会主義国家における官僚も、自己利益を追求する性向を持つし、しかも、資本主義国家における権限よりもはるかに強力な権限を付与され、かつ、党によってコントロールされており、社会主義国家におけるインセンティブ・コンパティビリティの問題は、資本主義よりも深刻な問題をもたらす。資本主義は、投機による景気変動によって不安定であるが、社会主義では、農業における自然的人工的要因によって惹き起こされる変動と、経済計画と現実との乖離から生じる変動とが共鳴して不安定な波が作り出される。また、社会主義では、党が主導する国家官僚の偏向や俗悪性が拡大し、時として資本主義以上に深刻な環境破壊が発生する。かつて社会主義は自由で抑圧されない人間的な社会とみなされていたが、資本主義と同様の非人間的な暗いイメージを提示していると宇沢は総括した。
ほかに経済学者難波田春夫、経済学者堀江忠男や、竹内靖雄もマルクス経済学を批判した。
三土修平は1993年の著書で、マルクスは、市場の等価交換は、公平さを装って資本家による労働者の搾取をもたらすと述べたが、これは市場経済の過小評価であり、かりに労働者が同時に株主であり、利潤を公平に分け合っているなら、少数者による搾取はなくなるし、労働者と生産手段との関係や、市場経済下での所有体制を変革することで所得分配を是正できる可能性があるにもかかわらず、マルクスはそうした検討を最初から放棄しており、これはJ.S.ミルよりも後退していると批判する。三土によれば、マルクスは要素価格の資源配分機能を軽視している。労働以外の生産要素も、生産過程の役立ちに応じて評価されるが、この評価が所有権を正当化するわけではない。地代やレンタル料という所得範疇は、資源配分の効率化によって生み出されるが、だれがその所得の取得者になるかは次の問題である。しかし、マルクスは、この二つの問題の区別をしていないため、特定の所得範疇に寄りかかっている人間への糾弾が、所得範疇そのものの否定となる。マルクスは三位一体定式で、「労働が賃金を生み、資本が利潤を生み、土地が地代を生む」というセーなどの要素価格形成論に対して、資本や土地の有用性は使用価値であるから、「価値」の次元である利潤や地代の説明には使えないとして攻撃した。ここでマルクスは、資本が労働の生産性を上昇させるなら、生産物の価値は下がるために、資本の生み出す価値は本来的にありえず、投下労働量に比例した価格が資源配分の見地から望ましいと考えているが、これは、新技術が発明され次第、たちまちそれを体化した資本財が普及するという空想的なケースにおいてしか成り立たず、現実には、技術を体化した資本財はつねに不足しており、それを効率的に使用するためにその使用に対して対価が要求されるのは正常なことであると三土は批判する。
複雑系経済学の塩沢由典によれば、マルクス経済学は、資本主義批判を行うことで満足し、具体的な社会主義制度の諸問題については無関心であった。そのため、社会主義経済計算論争や、ソ連東欧で行なわれた計画に関する論争を軽視したり、原理論を文献解釈学に変えたほか、資本主義のダイナミズムについて固着した発想でしか分析できなくなり、塩沢のようにマルクスの後継者を自認する立場からも、マルクス経済学が破綻したといわざるをえないと1997年の著書で批判する。なお、塩沢はケインズ経済学も失墜したとも批判する。
池田信夫は、経済理論学会（マルクス経済学の学会）に所属する金子勝『反グローバリズム』(1999年)の書評で、マル経（マルクス経済学）は、よりどころとする理論が崩壊してしまったので、「国際」「情報」のような「きわもの」的なテーマを探すしかないが、「グローバリズム」の定義も書かれてないまま、「グローバル・スタンダード」への非難が繰り返され、改革批判の根拠は「リストラしたら景気が悪くなる」というだけで、「市場の失敗」を非難する一方で「政府の失敗」をいわない介入主義も、マルクス経済学の弊害だと述べている。